# Biserica Mirăuți
Biserica „Sfântul Gheorghe” din Suceava, cunoscută și sub denumirea de Biserica Mirăuți, este o biserică ortodoxă construită în secolul al XIV-lea și apoi reconstruită în secolul al XVII-lea în municipiul Suceava. Ea se află situată pe Strada Mirăuți nr. 17, în apropiere de Curtea Domnească. Are hramul Sfântul Gheorghe, sărbătorit în fiecare an în ziua de 23 aprilie.
Între anii 1402–1522, Biserica Mirăuți a îndeplinit rolul de catedrală mitropolitană a Moldovei.
Biserica Sfântul Gheorghe-Mirăuți din Suceava a fost inclusă pe Lista monumentelor istorice din județul Suceava din anul 2015, având codul de clasificare  SV-II-m-A-05475. Ea este considerată a fi cea mai veche biserică din orașul Suceava.

## Istoric

### Legende și ipoteze

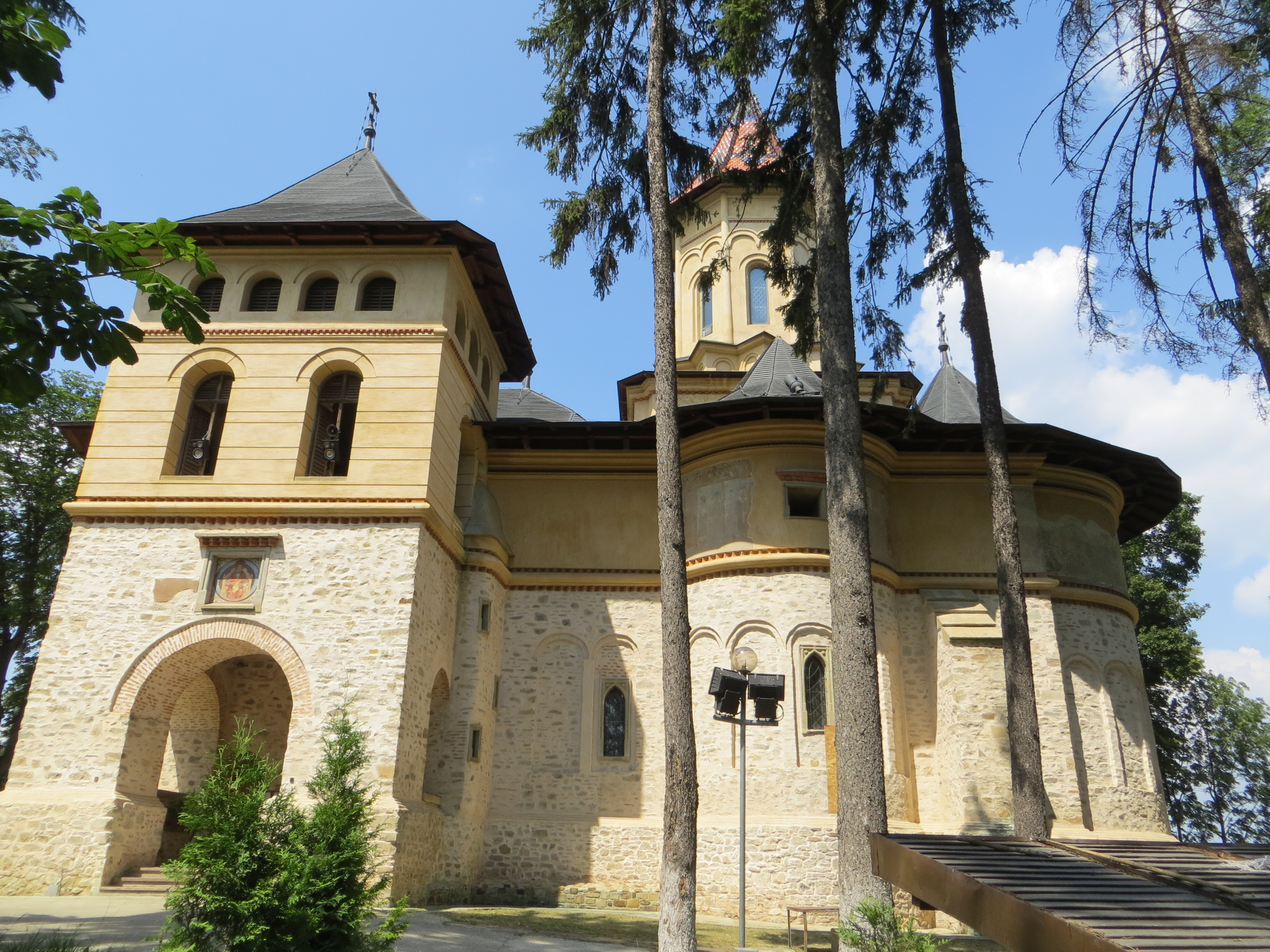
Biserica Mirăuți - vedere de pe latura sudică

Biserica Mirăuți este considerată de unii cercetători ca fiind una dintre cele mai vechi biserici din Moldova. Arhitectul austriac Karl A. Romstorfer și profesorul Isidor Onciul consemnează o tradiție locală potrivit căreia Biserica Mirăuți a fost fondată de Dragoș Vodă. Alți istorici (printre care Isidor Onciul și Mircea D. Matei) au formulat ipoteza că biserica ar fi fost ctitorită de un conducător politic local, care stăpânea acest teritoriu înainte de mutarea principalei reședințe domnești la Suceava. Nicolae Iorga presupune că feudalul ar fi purtat numele de Mirăuță și sugera că biserica ar trebui numită “a Mirăuțului”, în loc de Biserica Mirăuților.
Folcloristul Simeon Florea Marian a auzit o legendă orală relatată de mai mulți români din Suceava cu privire la întemeierea orașului și a Bisericii Mirăuți. El a publicat-o în Calendariul pe anul 1886 Redigeat și edat de Societatea Academică Ortodoxă (Cernăuți, 1886), sub titlul „Biserica Mirăuțului (tradiție)”, și apoi într-o variantă îmbogățită cu noi detalii în volumul Tradiții poporane românești din Bucovina (Imprimeria statului, București, 1895).
Potrivit acestei legende, pe locul unde se află astăzi orașul Suceava se întindea cândva o pădure deasă de arini, în adâncurile căreia își găsise liniștea un sihastru. Trecând pe acolo în căutarea unui loc pentru pășunat, câțiva păstori l-au găsit pe sihastru, care i-a miruit cu mir pe frunte. Păstorii s-au întors la tovarășii lor și le-au istorisit ce au văzut, iar apoi toți păstorii și-au luat turmele și s-au stabilit în apropierea locuinței sihastrului. În timp, au mai sosit și alți păstori, precum și munteni, și s-au așezat pe acolo locuri, pădurea începând a se rări.
Pe dealul din partea de miazăzi a fost construită o cetate de piatră, iar pe locul unde a fost arborele în care a locuit sihastrul a fost ridicată o biserică de lemn, "și fiindcă săhastrul murise înainte de rădicarea bisericii acesteia, de aceea tăiară și așezară ei și arborele în care a locuit acesta, întrînsa". La vreo câteva zeci sau sute de ani după aceasta, a avut loc o invazie a căpcânilor ("care aveau numai câte un ochi în frunte") și a tătarilor care au dat foc bisericii de lemn și au dărâmat cetatea. Mai târziu, domnitorul Iuga al Moldovei (1399-1400) a pus să se ridice pe locul unde a fost biserica de lemn o altă biserică de piatră și cărămidă, "cu mult mai mare și mai frumoasă". Biserica a primit hramul Sf. Mare Mucenic Gheorghe, "și de-atunci și până în ziua de astăzi, biserica aceasta, care acuma (an. 1895) e mai toată ruinată și pustie, s-a numit și se numește biserica Mirăuțului sau simplu Mirăuț". Tot pe timpul lui Iuga Vodă s-a început și reconstruirea cetății. Cum cetatea era despărțită de biserică printr-o vale adâncă, domnitorul a poruncit să se facă un pod umblător din piei de bivol, care era lăsat atunci când domnitorul și urmașii săi voiau să treacă de la cetate la biserică și apoi era ridicat.

### Construirea primei biserici
Cu toate acestea, asemănările tehnice ale zidăriei și prezența de cărămizi smălțuite (în pavimentul interior și în cele mai vechi cavouri din interiorul bisericii), la fel cu cele întâlnite la Cetatea de Scaun a Sucevei, duc la concluzia că Biserica Mirăuți a fost zidită în timpul domniei lui Petru I Mușat (1375-1391).
În anul 1388 domnitorul Petru I Mușat (1375-1391) a mutat, din rațiuni diplomatice, capitala Moldovei de la Siret la Suceava. În orașul Siret funcționa în acele vremuri o episcopie catolică misionară, care desfășura o amplă activitate cu scopul declarat de a aduna cât mai mulți aderenți. În acel oraș se mai făceau simțite încă ecouri ale vechii vasalități maghiare anterioare. Pentru a ieși din sfera directă de influență a misionarilor apuseni și de sub „oblăduirea” doamnei Margareta Mușata, care îmbrățișase catolicismul, și a-și păstra astfel independența politică și religioasă, domnitorul Petru Mușat s-a mutat cu toată curtea domnească, administrația și toată conducerea țării de la Siret la Suceava, localitate aflată cu vreo 40 km mai spre sud, la întretăierea drumurilor comerciale.
Voievodul a dorit ca centrul bisericesc al statului să se afle în noua capitală a Principatului Moldovei. Astfel, la sfârșitul secolului al XIV-lea, domnitorul Petru I Mușat a construit o biserică chiar în apropierea Curții Domnești și o alta în partea de nord-est a orașului Suceava, pe vechea Uliță a Datornicilor, în apropierea Cetății de Scaun. Nu există izvoare documentare scrise, care să ateste momentul construirii bisericii sucevene sau numele ctitorului. Singurul reper cronologic îl constituie însă descoperirea unor monede de argint, emise de Petru I Mușat, în mormintele existente în jurul bisericii.
Biserica a primit hramul Sfântul Gheorghe - purtătorul de biruință și a fost o construcție de mare amploare (19x12,5 m), în raport cu alte lăcașuri de cult ale vremii. Ea era construită în stilul romanic mediu, având ziduri groase și masive, dar fără abside laterale și contraforturi și se presupunea că avea o structură în cruce greacă înscrisă, de timp complex. Ca dimensiuni, se presupune că abia dacă ar atinge jumătate din suprafața desfășurată a bisericii actuale. Biserica era înconjurată de un cimitir.
La propunerea domnului Petru Mușat, mitropolitul Haliciului, Antonie, l-a hirotonit pe Iosif Mușat, egumen al Mănăstirii Neamț și rudă cu domnitorul, ca episcop al Cetății Albe. La scurtă vreme, acesta din urmă este ales în scaunul de mitropolit al Moldovei, dar Patriarhia Ecumenică refuză să-l recunoască. Abia la 26 iulie 1401, la stăruința domnitorului Alexandru cel Bun (1400-1432), mitropolitul Iosif a fost recunoscut de Patriarhia din Constantinopol ca întâistătător în scaunul Mitropoliei Moldovei, de la Suceava. Delegația trimită la Suceava cu acea ocazie a fost condusă de Grigore Țamblac, ulterior mitropolit al Kievului.
În anul 1402, voievodul Alexandru cel Bun a adus de la Cetatea Albă și așezat aici moaștele Sfântului Ioan cel Nou într-o raclă ferecată cu argint. După cum precizează Misail Călugărul într-un adaos la cronica lui Grigore Ureche, "în 2 ai a domnii lui, fiindŭ mai intreg și mai cu minte decât cei trecuți înaintea domnii lui și multu trăgând și râvnindŭ spre folosul sufletului său, adus-au cu mare cheltuiala sa, den țară păgână, sfintele moștii a marelui mucenic Ioan Novii și li-au pus într-a sa svântă cetate, ce este în orașul Sucévii, cu mare cinste și pohvală, de a ferirea domnii sale și paza scaunului său".

### Catedrală mitropolitană a Moldovei
Începând din anul 1402, acest lăcaș de cult a îndeplinit rolul de sediu al Mitropoliei Moldovei, fiind cunoscut astăzi și sub denumirea de Mitropolia Veche. Biserica a fost catedrală mitropolitană a Moldovei până construirea noii biserici cu hramul Sf. Gheorghe din componența Mănăstirii Sf. Ioan cel Nou din Suceava (1514-1522), în timpul domnitorilor Bogdan al III-lea și Ștefăniță Vodă.

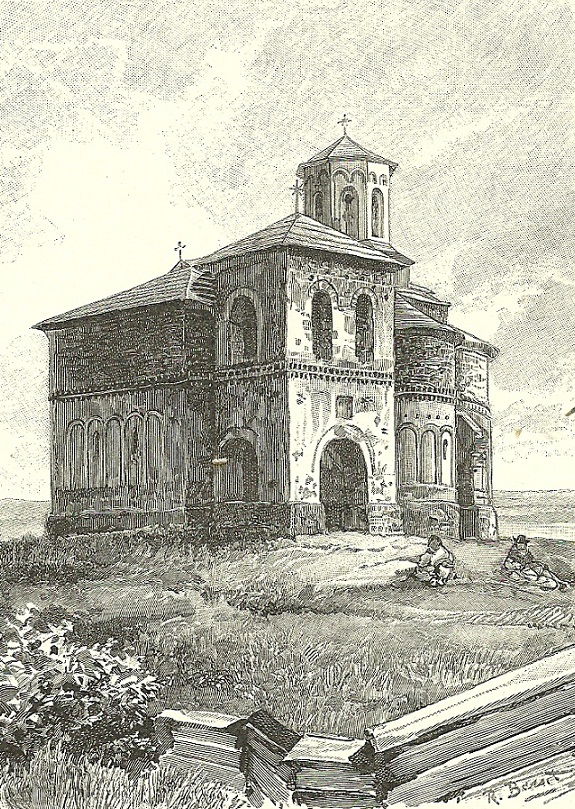
Biserica Mirăuți într-o xilografie de Rudolf Ruß din anul 1899

După unele surse (o scrisoare trimisă de arhiereul Narcis Crețulescu către preotul Simion Florea Marian), numele de Mirăuți provine de la faptul că aici erau miruiți domnii Moldovei înainte de a fi înscăunați. Aici a fost uns ca domn al Moldovei și voievodul Ștefan cel Mare. Alte surse spun că numele ar proveni de la o familie boierească (Mirea sau Mereuță) pe al cărei teren sau în apropierea căreia a fost construită biserica. Această ultimă teorie este susținută de o mențiune într-un protocol austriac de delimitare a moșiilor din 1785 pentru zona în discuție, prin care Andrei a Sandi a primit ca zestre un teren și o casă de la socrul său, Vasile Mereutza. („Andrei a Sandi habe sei Haus mit seiner gaftin… welche is von ihren Vater Vasili Mereutza“.) 
După întemeiere și recunoaștere, Mitropolia Moldovei, cea mai importantă instituție religioasă în ierarhia Bisericii Ortodoxe din Principatul Moldovei, a fost împroprietărită de domnii Moldovei cu sate și ocini, între care amintim: Averăuți (Averești, com. Verești, jud. Suceava), Hreațca (sat dispărut, com. Bosanci, jud. Suceava), Podul de Piatră pe Șomuzul Mare (poate Mihăiești, com. Horodniceni, jud. Suceava), Greci de lângă târgul Siret (sat dispărut), Vereșcecani (Vercicani, com. Liteni, jud. Suceava), Ungureni (sat dispărut, lângă Vereșcecani), Poiana Vlădica (mai jos de Iași, loc în care Alexandru cel Bun împreună cu boierii săi și cu poporul l-au întâmpinat pe Sfântul Ioan cel Nou) etc. Mitropolia stăpânea prisăci, stupi, mori, heleștee, vii, boi, cai, imașuri și fânețe, pescari, vecini, poșlușnici, cojocari, fierari etc.
Domnitorul Ștefan cel Mare (1457-1504) a acordat Bisericii Mirăuți danii domnești (mori, heleștee, stupi). El a renovat lăcașul de cult, acesta primind o înfățișare mai aproape de elementele caracteristice epocii. Istoricul Nicolae Iorga îl consideră pe Ștefan cel Mare ca fiind al doilea mare ctitor al Bisericii Mirăuți, „care a ridicat pe ruinele vechii bisericuțe o clădire mai nouă, având ca semn deosebitor, în loc de pridvor, turnul clopotniței împărțit în două rânduri, turn care strică armonia zidurilor”. Afirmațiile lui Iorga sunt parțial eronate, deoarece turnul clopotniță nu data din perioada ștefaniană. Totuși, este posibil ca domnitorul să fi adăugat un pridvor deschis, asemănător celui de la Mănăstirea Putna. În această biserică a fost înmormântată și prima sa soție, Evdochia de Kiev, sora cneazului Simon Olelkovici și fiica principelui Olelco, cu care se căsătorise la 5 iulie 1463. Ea a decedat la data de 25 noiembrie 1467. Piatra de mormânt a doamnei Evdokia a fost descoperită în interiorul bisericii cu prilejul cercetărilor arheologice desfășurate între anii 1992-1998; ea se află în prezent la Muzeul de istorie al Bucovinei și este prezentată în cadrul unor expoziții tematice.
În jurul anului 1513, Biserica Mirăuți a suferit mari stricăciuni, în împrejurări greu de precizat. Istoricul Gheorghe Balș menționează că „pe la 1513, în urma unui eveniment necunoscut, biserica Mirăuți a fost devastată. Devastarea a fost, dacă nu o distrugere completă, cel puțin o vătămare destul de grea ca să explice de ce Bogdan cel Orb a fost nevoit să construiască o nouă mitropolie.“
Istoricii din perioada contemporană atribuie devastarea bisericii unei expediții poloneze, venite ca represalii în Moldova. Astfel, după cum relatează Grigore Ureche (circa 1590-1647) în cronica sa, domnitorul Bogdan al III-lea a trecut Nistrul la 29 iunie 1509 și a ajuns a doua zi la Camenița. Oștenii săi au ars și prădat localitățile din Polonia și au asediat orașul Liov. La 6 iulie, au trecut prin Rohatin, oraș mare și vestit, pe care l-au incendiat și l-au prădat. După cum relatează cronicarul, "luat-au din Rohatinu și clopotul cel mare ce este la mitropolie în Suceava". Răspunsul polonezilor la invazia lui Bogdan a venit curând. O oaste poloneză condusă de voievodul de Cracovia a intrat în Moldova, jefuind târgurile Cernăuți, Dorohoi, Botoșani, Tărăsăuți, Botoșani, Ștefănești, Hotin și Suceava. Polonezii nu au putut cuceri Cetatea Sucevei, întrucât le lipsea artileria de asediu. Ei au intrat însă în catedrala mitropolitană,de unde au luat clopotul adus de la Rohatin de Bogdan al III-lea. Biserica nu a fost ruinată însă cu totul.
Ca urmare a devastării catedralei mitropolitane și a creșterii populației orașului Suceava , Bogdan al III-lea al Moldovei (1504-1517) a început în anul 1514 construirea unei noi biserici cu rol de catedrală mitropolitană, a cărei construcție a fost finalizată în 1522. Noul complex mitropolitan este cunoscut astăzi sub numele de Mănăstirea „Sf. Ioan cel Nou de la Suceava”, iar noua catedrală mitropolitană a primit hramul Sfântului Gheorghe, ca și cel al vechii catedrale.
Cu toate că a fost devastată, se pare că Biserica Mirăuți n-a fost abandonată ci, foarte probabil, reparată sau reconstruită, de vreme ce o cronică anonimă germană târzie menționează păstrarea în continuare a moaștelor Sf. Ioan cel Nou în această biserică până în 1589, când domnitorul Petru Șchiopul (1574-1577, 1578-1579 și 1583-1591) le-a mutat în noua catedrală. Pe baza analizei unei serii de detalii arhitectonice (stâlpii ce separă naosul de pronaos, turnul clopotniță situat deasupra pridvorului, elementele decorative de fațadă care sunt specifice secolelor XVI-XVII), arhitectul Virgil Polizu consideră că "biserica nu a putut fi reparată numai la partea superioară a zidurilor și la turlă, ci a fost refăcută din temelie, respectându-se planul și introducând turnul clopotniță".
Vechea clădire a bisericii Mirăuți a rămas în părăsire și s-a degradat până aproape la sfârșitul secolului al XVI-lea și începutul secolului al XVII-lea.

### Reconstrucția bisericii și ruinarea ei
Biserica a fost reparată și apoi reconstruită pe locul celei vechi, caracteristicile arhitecturale și decorative ale noii biserici încadrând-o printre construcțiile din prima jumătate a secolului al XVII-lea. În zidăria turlei au fost descoperite o monedă suedeză cu monograma G.A. = Gustav Adolf (1611-1632) și una poloneză de pe vremea domniei lui Sigismund al III-lea Vasa (1587-1632). Nu se cunoaște înfățișarea vechii biserici, presupunându-se doar că actuala biserică, cu excepția clopotniței, ar urma planul vechii construcții. Lucrările ulterioare de restaurare au dus la nepăstrarea picturii originale.
Noua construcție păstra elementele arhitectonice caracteristice epocii: dimensiuni interioare și exterioare generoase, turn supraînălțat situat pe nava centrală și sprijinit pe un sistem ingenios de arce de cerc suprapuse, lipsa încăperii mormintelor, înlocuirea pereților despărțitori cu coloane și arcade frumos ornamentate, prezența de capiteluri ca expresie a goticului târziu și de ferestre în arc frânt.
În cimitirul de lângă biserică s-a găsit o piatră de mormânt care conținea următoarea inscripție: „Acest mormânt l-a făcut Mihail Fira și a repausat în anul 7208 (1699) luna octombrie“. Din această inscripție se deduce că ruinarea și părăsirea definitivă a bisericii Mirăuți a avut loc după 1700, an în care se mai îngropau încă morții în cimitirul de lângă biserică.

### Situația bisericii după ocuparea Bucovinei

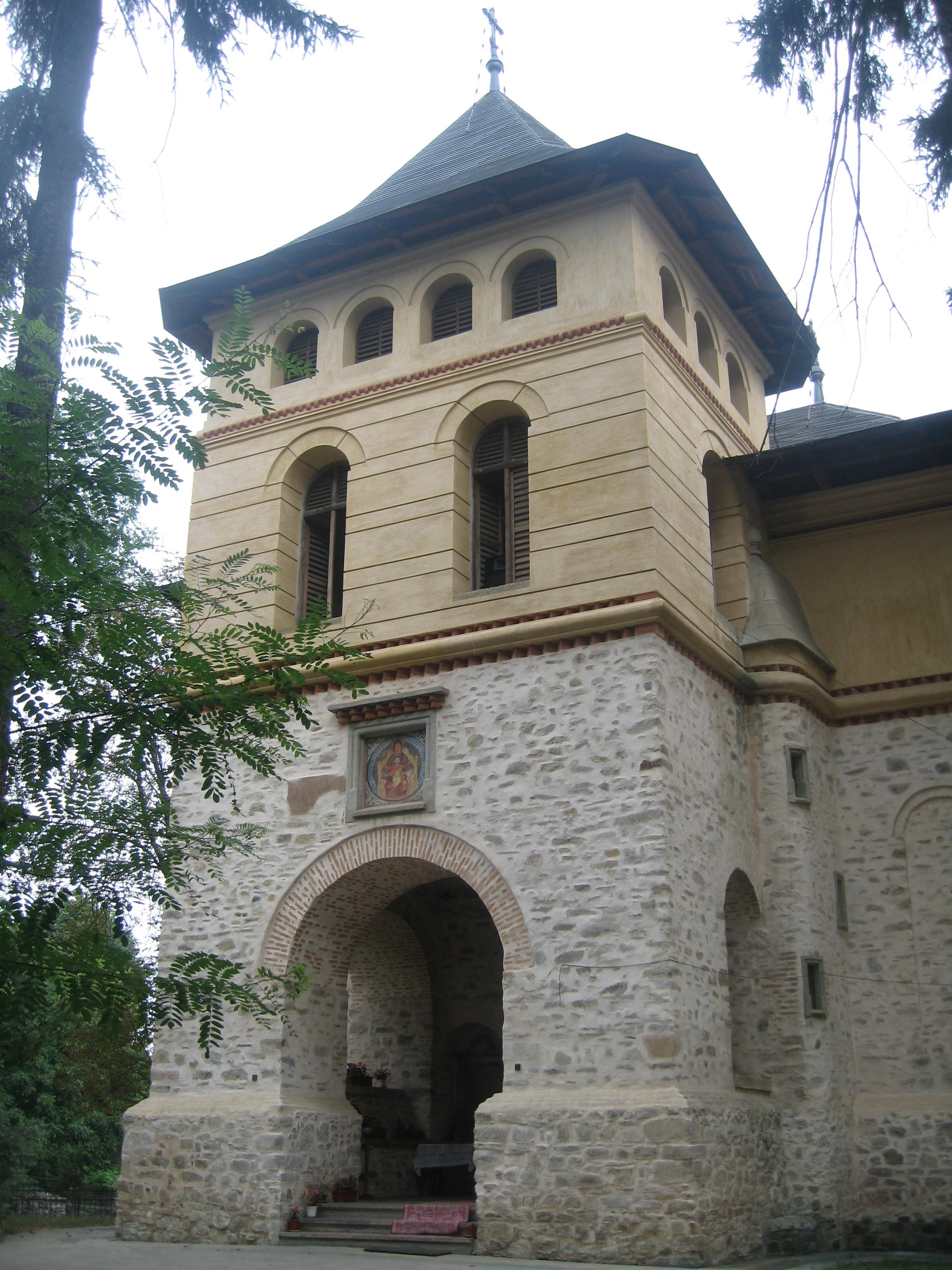
Pridvorul deschis al bisericii cu clopotnița deasupra sa

După ocuparea Bucovinei de către Imperiul Habsburgic (1775) se observă o atitudine potrivnică a autorităților austriece cu privire la conservarea bisericii. În anul 1792, dr. Gutter W. cere și primește de la comisarul orașului, Georgievici, aprobarea să demoleze biserica, pentru a avea piatră cu care să-și construiască o casă în Suceava. În cererea sa, el argumentează că în oraș sunt patru biserici în stare bună și două biserici părăsite și aproape ruinate și că populația din Suceava este redusă numeric și nu-i trebuie mai mult de două-trei biserici, „deoarece, acum, biserica mitropoliei e prea mult, fiind mai întotdeuna deșartă“.
Această atitudine a autorităților habsburgice a determinat o puternică acțiune de protest în rândul localnicilor. Într-o petiție înaintată la 25 ianuarie 1792 de către târgoveții suceveni către guvernul Bucovinei se cere "ca biserica Mitropolia veche ce au rămas însă acum întreagă să nu se strice". Autoritățile austriece au poruncit demolarea edificiului. Biserica a fost salvată de la distrugere de maiorul de arnăuți pensionar Iane (Ioan) Florea, care a cumpărat locul și clădirea la licitație contra sumei de 220 de florini , donând-o la 28 noiembrie 1799 comunității ortodoxe românești căreia i-a pus ca singură clauză restaurarea atunci când condițiile o vor permite. La 8 februarie 1801 mai mulți târgoveți suceveni au cerut ajutorul mitropolitului Iacob Stamati al Moldovei (1792-1803) pentru a repara Biserica "Sf. Gheorghe", fosta catedrală mitropolitană.
Pentru a fi redată cultului, Biserica "Sf. Gheorghe" avea nevoie de reparații ce necesitau cheltuieli foarte mari. Comunitatea ortodoxă suceveană nu putea suporta cele cheltuieli, astfel că biserica a fost închiriată și transformată în magazie pentru depozitarea paielor și a fânului.
Scăpată de demolare, biserica a început să fie râvnită de către comunitatea luterană din oraș. În anul 1815, etnicii germani de confesiune evanghelică au solicitat cedarea Bisericii Mirăuți pentru a-și ține acolo slujbele religioase. Ei argumentau că înainte de anul 1775 au existat în Suceava două biserici luterane care au fost demolate, pe locul lor aflându-și locuințele Fidelis Wilhelm și Iordache Popovici.
Într-un raport din 25 februarie 1815 înaintat către Administrația K.K. a Bucovinei se făcea un scurt istoric al edificiului ortodox și se prezenta situația fostelor proprietăți care au aparținut cultului protestant. Tot atunci, a fost realizată o descriere a bisericii făcută la de comisarul Noir, inginerul Banhölzel și șeful comunal Wetterching. Potrivit acesteia: „Vechea, așa-numita biserică mitropolitană Mirăuți, părăsită de peste 300 de ani, în care timp s-a clădit actuala biserică mitropolitană, unde s-a transferat serviciul divin, este o ruină totală, o simplă grămadă de piatră și cărămidă; toate ușile, ferestrele, chiar lemnăria acoperișului, și alte părți de vremelnică reparație ale acesteia au fost furate; turnul susținător al bolții precum și partea cea mai mare a păreților prăbușite; toate bolțiturile principale ca și cele ale ferestrelor și ale pronaosului (sunt) în întregime crăpate din cauza infiltrării umezelii, așa cã nu mai sunt nici capabile, nici rentabile de la nici un fel de reparații (tencuire, lipire etc.) ca și întreaga clădire însăși, ale cărei ziduri de fundație au fost, cu vremea, spălate de ploi din toate părțile". Cei trei funcționari superiori menționau că edificiul era în pericol de prăbușire, nu mai putea fi reparat, ci doar eventual reconstruit pe aceeași temelie, caz în care cheltuielile s-ar putea recupera cu mare greutate. Pe baza acestui raport se recomanda demolarea Bisericii Mirăuți ca urmare a stării de conservare precare a lăcașului de cult. Comunității luterane urma să îi fie atribuit un alt teren pe care să-și construiască o biserică proprie și o locuință pentru preot. Membrii sfatului comunal al comunităților moldovenești și armenești, respectiv Constantin Ianovici, Pentele Sârghi, Teodor Buș, Mihalache Blănaru și Grigore Serghie Găină, au acceptat, în principiu, cedarea Bisericii Mirăuți către comunitatea luterană, dar au pus condiția consultării întregului comitet moldo-ortodox al orașului.
Biserica a scăpat și de această dată, dar nu pentru multă vreme. În 1825, clădirea era întrebuințată ca magazie de cereale de către o unitate militară încartiruită în zonă. La 27 mai 1825, Panaite Duca solicita întabularea bisericii pe numele orășenilor ortodocși, dar Judecătoria Suceava a respins la 13 iulie 1825 această cerere, motivând unele vicii de procedură. Cu ocazia Războiului Crimeii, comandantul militar al Sucevei a închiriat biserica pentru o perioadă de cinci ani, spre a fi folosită drept magazie. Chiria a fost stabilită la suma de 422 florini și 30 kreuzeri anual, iar comunitatea ortodoxă a acoperit clădirea din banii de chirie. După expirarea perioadei contractuale în iulie 1859, Biserica Mirăuți a fost închiriată unor negustori evrei pentru a fi folosită ca magazie de produse agricole sau depozit de piei de animale , pentru sume de 30-40 florini anual. Negustorii evrei nu s-au îngrijit de soarta fostului lăcaș de cult, starea acestuia degradându-se tot mai mult. Mai mult, cimitirul bisericii a fost transformat în imaș public pentru vitele locuitorilor, iar pridvorul a fost închis cu scânduri și acoperit cu strujeni, fiind transformat în staul pentru vite.
Nici chiriile negociate cu negustorii evrei nu erau plătite, așa că veniturile bisericii erau cheltuite pe procese pentru obținerea acestor drepturi. În acest timp, biserica devenise practic o ruină, cu bolțile și pereții foarte deteriorați, după cum o descrie episcopul Melchisedec Ștefănescu care a vizitat bisericile din orașul Suceava cu prilejul unei vizite întreprinse în Bucovina.

### Restaurarea coordonată de Karl Romstorfer
La 11 octombrie 1880, baronul român Eudoxiu Hurmuzachi, prefectul de atunci al Sucevei, a înaintat guvernului de la Viena un raport prin care se solicita restaurarea bisericii Mirăuți, ce urma să fie făcută cu fonduri provenite de la Comisia Centrală de Conservare a Monumentelor Publice și de la Fondul religionar greco-ortodox din Bucovina. Guvernul austro-ungar a trimis la 16 octombrie 1880 Consistoriului mitropolitan al Bucovinei o adresă prin care solicita un punct de vedere cu privire la cererea baronului Hurmuzachi.
Raportul mitropolitului Silvestru Morariu Andrievici al Bucovinei a fost înaintat împăratului Franz Joseph I abia la 18/30 ianuarie 1886, timp în care s-au efectuat cercetări. Expertiza tehnică a bisericii și devizul de cheltuieli au fost realizate de Joseph Laitzner, directorul Școlii industriale din Cernăuți, acesta din urmă estimând că suma necesară pentru refacerea bisericii ar fi de aproximativ 20.000 florini. În acest timp, reprezentanții celor două parohii proprietare ale bisericii și a terenului aferent ("Sf. Dumitru" și "Sf. Nicolae") și-au dat acordul de cedare a bisericii către Fondului religionar, cu condiția ca acesta din urmă să suporte cheltuielile legate de restaurare. După restaurare, biserica urma a fi destinată „junimii studioasã gr. or. de la Gimnaziu gr. or., și de la școlile poporale din Suceava”.
Împăratul a avizat favorabil acest raport la 28 decembrie 1886. Inginerul cernăuțean Beil a fost însărcinat cu cercetarea Bisericii Mirăuți și calcularea costurilor lucrărilor de restaurare. Într-un raport din septembrie 1891, el a comunicat Consistoriului ortodox că pentru executarea lucrărilor de restaurare ar fi necesară o sumă de 25.000 florini. Începerea lucrărilor a fost amânată de încetineala birocratică austriacă a avizării diferitelor rapoarte și proiecte. Ministerul Cultelor și Instrucțiunii a aprobat la 28 februarie 1893 proiectul de execuție, iar Consistoriul ortodox a luat legătura cu arhitectul
Karl A. Romstorfer, conservatorul Monumentelor Istorice și de Artă din Bucovina. Întocmirea proiectului de restaurare a edificiului propriu-zis, precum și executarea schițelor pentru pictura murală au necesitat un timp îndelungat.

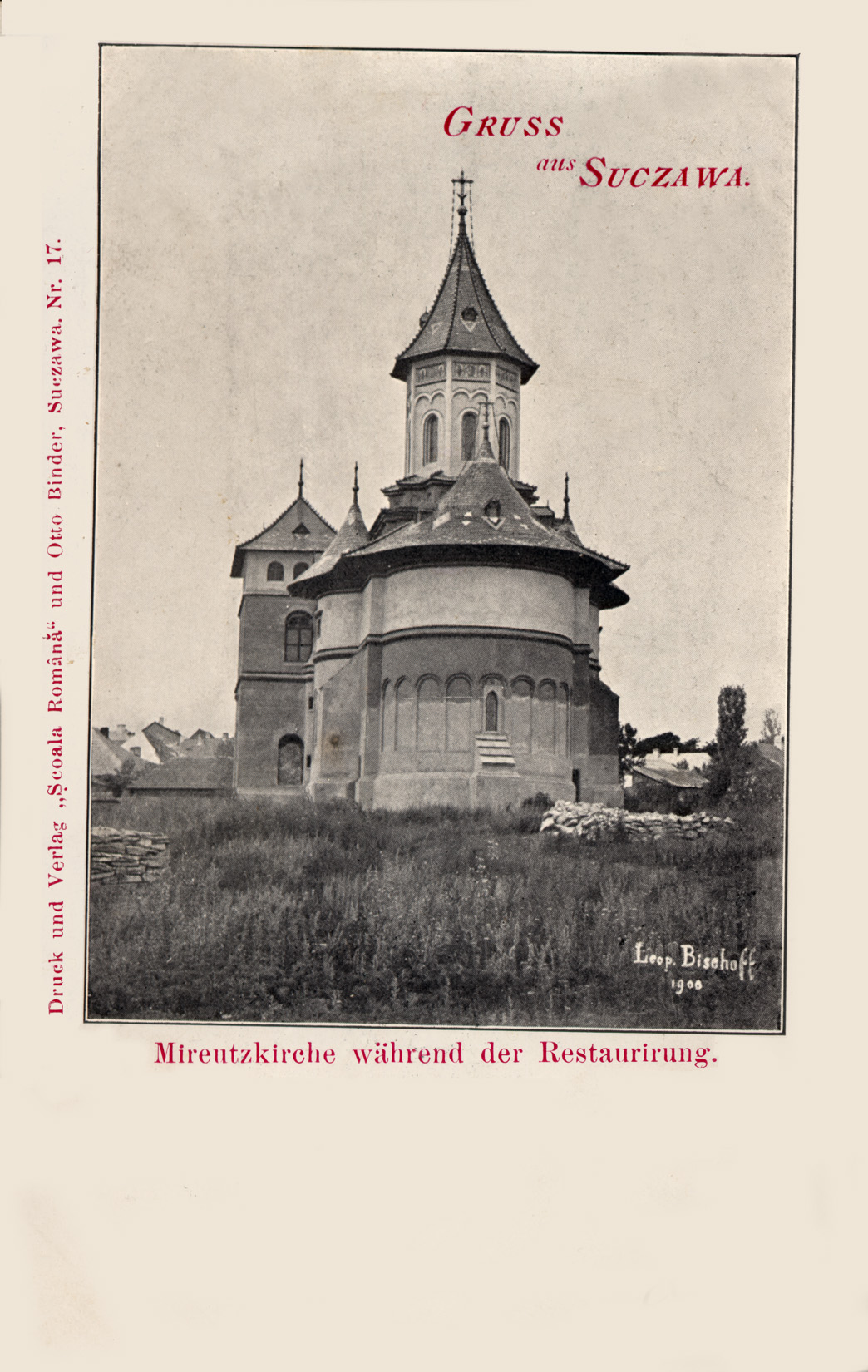
Carte poștală austro-ungară cu Biserica Mirăuți în anul 1900

Între anii 1898-1901, cu aprobarea expresă a împăratului Franz Joseph I și pe cheltuiala totală a Fondului Religionar Greco-Ortodox din Bucovina, arhitectul austriac Karl A. Romstorfer, reprezentantul Comisiei Monumentelor Istorice și de Artă pentru Bucovina, a condus o importantă și amplă acțiune de restaurare care a făcut ca biserica să arate așa cum se prezintă astăzi. Romstorfer a făcut unele descoperiri importante, printre care un mormânt de copil în partea nordică a naosului sau a monedelor poloneze emise de Sigismund al III-lea Wasa în zidăria turlei. Restaurarea coordonată de Romstorfer a introdus elemente noi în componența arhitecturală a bisericii:
- tăieturile colțurilor bazei pătrate;
- introducerea profilaturilor bogate de corniță;
- construirea unei uși de intrare în veșmântar din afară;
- apariția a câte unui gol pătrat la partea superioară a zidurilor celor două abside laterale cu corespondență în naos, necesare pentru ventilarea suplimentară a bisericii.

Cu acest prilej, între 1898-1903, pictorul vienez Karl Jobst a pictat pereții interiori ai bisericii în tempera, într-o factură occidentalizantă (stilul art nouveau) , diferit de stilul pictural bizantin din bisericile moldovenești medievale. Cheltuielile de restaurare au fost suportate de Fondul religionar greco-ortodox al Bucovinei.
Biserica a fost resfințită la 2/15 noiembrie 1903 de către Vladimir de Repta, arhiepiscop al Cernăuților și mitropolit al Bucovinei și Dalmației, înconjurat de un sobor de preoți și diaconi. Cu acest prilej, în stânga intrării a fost amplasată o placă de marmură cu următoarea pisanie: "Aceasta sântă biserică cu chramul m.m. George, care a fost a sântei Mitropolii a Sucevei dela fericitul intru pomenire ctitor Jo Alexandru V.V. Domn țerii Moldovei (a.1401), apoi fiind prada focurilor și a vrășmașilor a fost lăsată în părăsire (a.1522), s'a restaurat cu cheltueala fondului religionar gr.-or. al Bucovinei, după stăruința fericitului Archiepiscop și Mitropolit (a.1886), în domnia M.A. Augustului Imperat și Duce FRANCISC JOSIF I, în anii 1898-1903 și s'a sântit de J.P.S. Archiepiscop și Mitropolit Vladimir în anul mântuirii 1903." Prima liturghie săvârșită după sfințire în biserica nou restaurată a avut loc cu ocazia sărbătorilor Paștelui din anul 1904 și a fost celebrată de arhimandritul Pancratie Sidorovici.
Restaurarea coordonată de Romstorfer a fost criticată de unii istorici care au susținut că biserica actuală nu mai seamănă cu biserica veche. În anul 1905, Nicolae Iorga critica arhitectura și stilul pictural al noii biserici, scriind următoarele: „Și mai tărcată decât Sfântul Gheorghe e biserica Mirăuților. Țigle strălucitoare, piatră rasă, sfinți de Viena. Ți se strânge inima când intri în lăcașul de minunată, răbdătoare și costisitoare parodie, din care au fost gonite amintirile”. Istoricul Orest Tafrali se situa și el printre critici, scriind că: „Din nenorocire, cea mai veche, Mirăuți, a cărei pisanie din pridvor pomenește pe Alexandru cel Bun, pe vremea căruia biserica era catedrala Mitropoliei, este cu desăvârșire mutilată de restaurarea lui Römstorfer. Nu s-a mai pãstrat decât planul treflat al bisericilor moldovenești și zidurile”.
Acustica deosebită a bisericii Mirăuți nu se datorează unui calcul al rezonanțelor unghiulare, ci unei tehnici cu totul aparte. În timpul restaurărilor efectuate între 1897-1898, când s-au demolat boltiturile ruinei, s-au descoperit în ele niște oale de lut, care, fiind zidite în perete, produceau rezonanțe, ca și porumbeii de la Curtea de Argeș.
Biserica Mirăuți a rămas închisă până la începutul anului 1919. În acel an, parohul Bisericii „Sf. Dumitru“ din Suceava a făcut o cerere către Mitropolia Bucovinei pentru a prelua Biserica Mirăuți ca filială a parohiei sale, deoarece biserica sa era în reparații. La 1 aprilie 1919, Consistoriul arhiepiscopesc de la Cernăuți a dispus egumenului Mănăstirii „Sf. Ioan cel Nou din Suceava“ să predea lăcașul de cult parohului de la Biserica „Sf. Dumitru“ pentru a folosi biserica pe durata reparațiilor la biserica sa parohială. Abia la 25 ianuarie 1926, biserica a fost scoasă din cadrul parohiei sus-amintite.
În anul 1923 a fost amplasată o cruce de piatră în curtea bisericii, aceasta fiind sfințită de mitropolitul Nectarie Cotlarciuc al Bucovinei.
În anul 1957, prin hotărârea mitropolitului Iustin Moisescu al Moldovei și Sucevei, Biserica Mirăuți a primit statutul de biserică parohială, având arondată zona adiacentă și o parte din Strada Cernăuților și ca filială Biserica „Sf. Ioan Botezătorul-Coconi” (sau Biserica Domnițelor). Ca paroh a fost numit preotul Teodor Coclici, urmat, de la începutul anilor '70, de preotul Gheorghe Coclici și apoi de pr. Florin Hostiuc.

### Cercetări arheologice

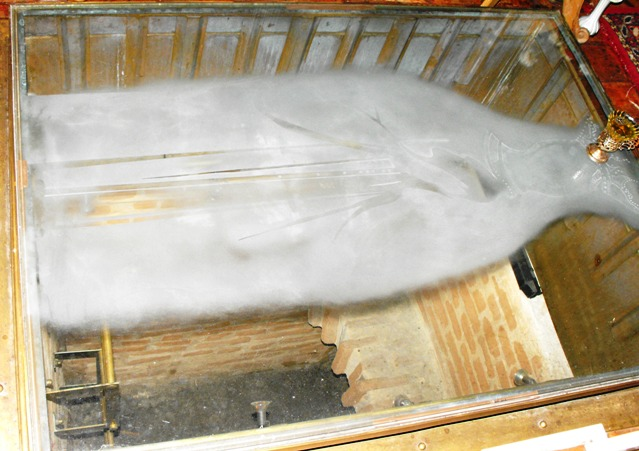
Sticla ce acoperă cavoul de cărămidă

Cercetările arheologice din 1976, efectuate în exteriorul vechii catedrale mitropolitane și coordonate de arheologii Lia și Adrian Bătrîna, au scos la iveală fundațiile unui edificiu de mari dimensiuni, fără abside laterale și contraforți, care, pe baza observațiilor stratigrafice și a informațiilor furnizate de mormintele aflate în zonă, a fost datat la sfârșitul secolului al XIV-lea, fiind considerat o ctitorie a voievodului Petru I Mușat. Cei doi arheologi au publicat în 1982 un studiu intitulat "Contribuții arheologice la cunoașterea primului lăcaș al Mitropoliei Moldovei. Biserica Mirăuților din Suceava".
În perioada 1992-2001 s-au efectuat ample lucrări de restaurare și conservare, coordonate de arhitectul Virgil Polizu. Cu acest prilej, au fost reluate cercetările arheologice de către un colectiv de specialiști, sub conducerea profesorului Mircea D. Matei, fiind descoperite 32 de morminte. Rezultatele săpăturilor au fost publicate în 1995 într-un studiu intitulat "Probleme care așteaptă răspuns de la cercetarea arheologică a bisericii Sf. Gheorghe (Mirăuți) din Suceava", semnat de Mircea D. Matei, Gheorghe Sion și Paraschiva-Victoria
Batariuc.
La restaurarea din 1996-1997, aici s-a descoperit o criptă de cărămidă, aflată într-o stare aproape intactă. Unul dintre sicriele aflate aici s-a dovedit a-i aparține Doamnei Evdochia de Kiev (Evdokia Olelkovici) (prima soție a lui Ștefan cel Mare). Până atunci, locul înmormântării Doamnei Evdochia era presupus de Nicolae Iorga a fi la Mănăstirea Probota.
În 1996 a fost identificat mormântul Doamnei Evdochia după piatra funerară descoperită la Mirăuți. În prezent, piatra tombală se află la Muzeul de Istorie din Suceava.
În toamna anului 1997 a fost descoperit în biserică, în naos, un cavou de cărămidă, în care se afla un sicriu de stejar cu oseminte și textile deosebit de frumoase și valoroase: un giulgiu de mătase și un altul de borangic pictat cu aur, o maramă ce acoperea chipul defunctului, un veșmânt lung de mătase cu mâneci de catifea tip drappi d'oro, încheiat cu găitane din pasmanterie și 11 nasturi de argint aurit, o cămașă cu guler brodată cu fir metalic, o bonetă pentru strâns părul și o pălărie de mătase, o legătoare pentru ochi. Cavoul a fost acoperit cu pardoseală în timpul restaurării bisericii de către echipa lui Romstorfer pentru a se lăsa credincioșilor mai mult loc pentru rugăciune.
Mormântul a fost identificat inițial ca aparținând domnitorului Petru Mușat, dar cercetările ulterioare efectuate de istoricul Paraschiva-Victoria Batariuc au dus la concluzia că mormântul este din secolele XVI-XVII. Deoarece costumul voievodal era considerat singurul veșmânt domnesc din secolul al XIV-lea din Europa Centrală și de Est, premierul Mugur Isărescu a alocat în anul 2000 o sumă de bani din fondul aflat la Guvern, pentru conservarea sa. Costumul voievodal a fost restaurat la Laboratorul de Restaurare și Conservare de la Muzeul Bucovinei din Suceava, păstrându-se în prezent în depozit, în condiții speciale de microclimat.

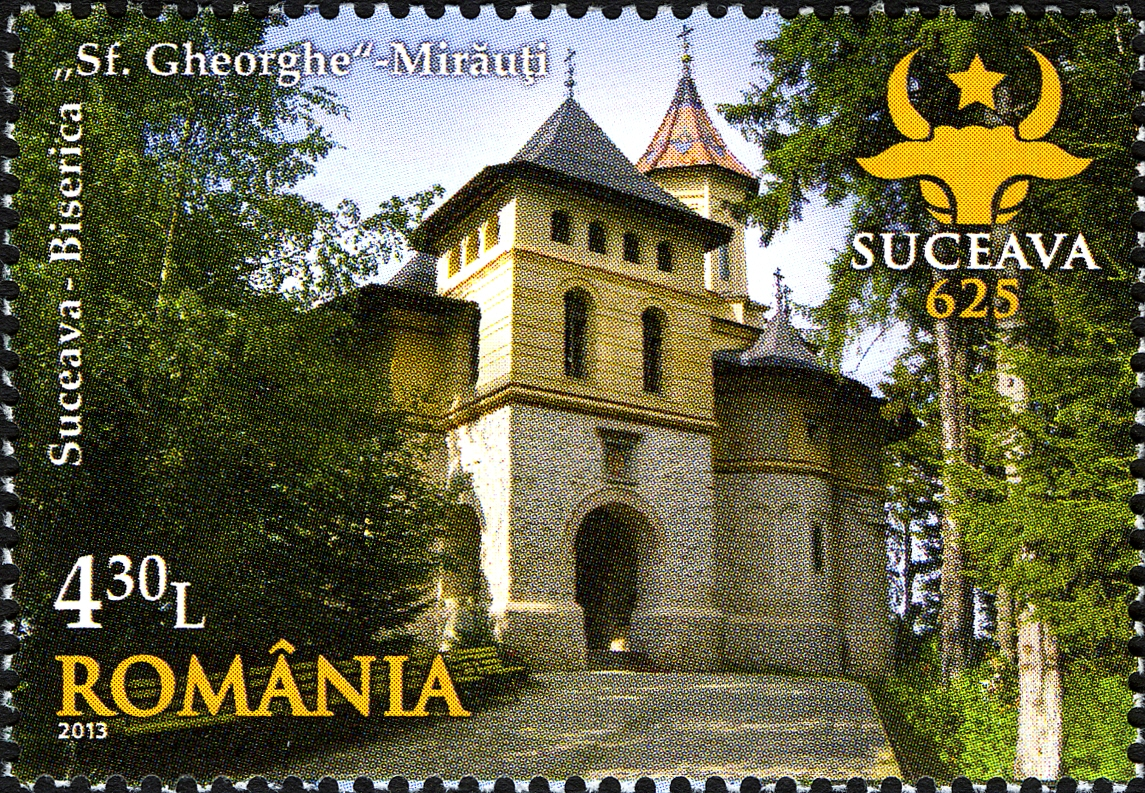
Timbru românesc aniversar cu Biserica Mirăuți apărut în 2013, la împlinirea a 625 de ani de atestare documentară a Sucevei

### Biserica Mirăuți în secolul al XXI-lea
La 18 august 2010, în parteneriat cu Complexul Muzeal Bucovina, s-a desfășurat o acțiune menită să comemoreze cei 622 de ani de la prima atestare documentară a Sucevei. Cu acest prilej, s-a oficiat la Biserica Mirăuți o slujbă de pomenire a ctitorilor Bisericii Mirăuți și ai orașului Suceava, care a fost celebrată de arhiepiscopul Pimen Zainea al Sucevei și Rădăuților; la acest eveniment au participat Vasile Ilie (subprefectul județului Suceava), Viorel Seredenciuc (viceprimarul municipiului Suceava), Emil Ursu (directorul Complexului Muzeal Bucovina), pr. Vasile Irimia (protoiereu al Protoieriei Suceava I), pr. consilier cultural Dragoș Buta de la Arhiepiscopia Sucevei și Rădăuților, precum și numeroși credincioși.

## Arhitectura bisericii
Din punct de vedere structural și decorativ, Biserica Mirăuți se încadrează în perioada de dezvoltare a artei moldovenești sub influența artei muntenești, perioadă deschisă de construirea Bisericii Galata. Elementele caracteristice acestei perioade care se întâlnesc la Biserica Mirăuți sunt următoarele:
- înlocuirea peretelui despărțitor dintre pronaos și naos cu doi pilaștri legați prin arcade;
- prezența brâului încadrat de două rânduri de cărămizi dispuse sub formă de "dinți de ferăstrău";
- ferestre terminate în partea superioară prin acolade;
- colonete semicirculare angajate unite prin arcuri, la turlă etc.

Biserica Mirăuți are plan triconc, având un turn clopotniță alipit zidului sudic al pronaosului.

## Imagini

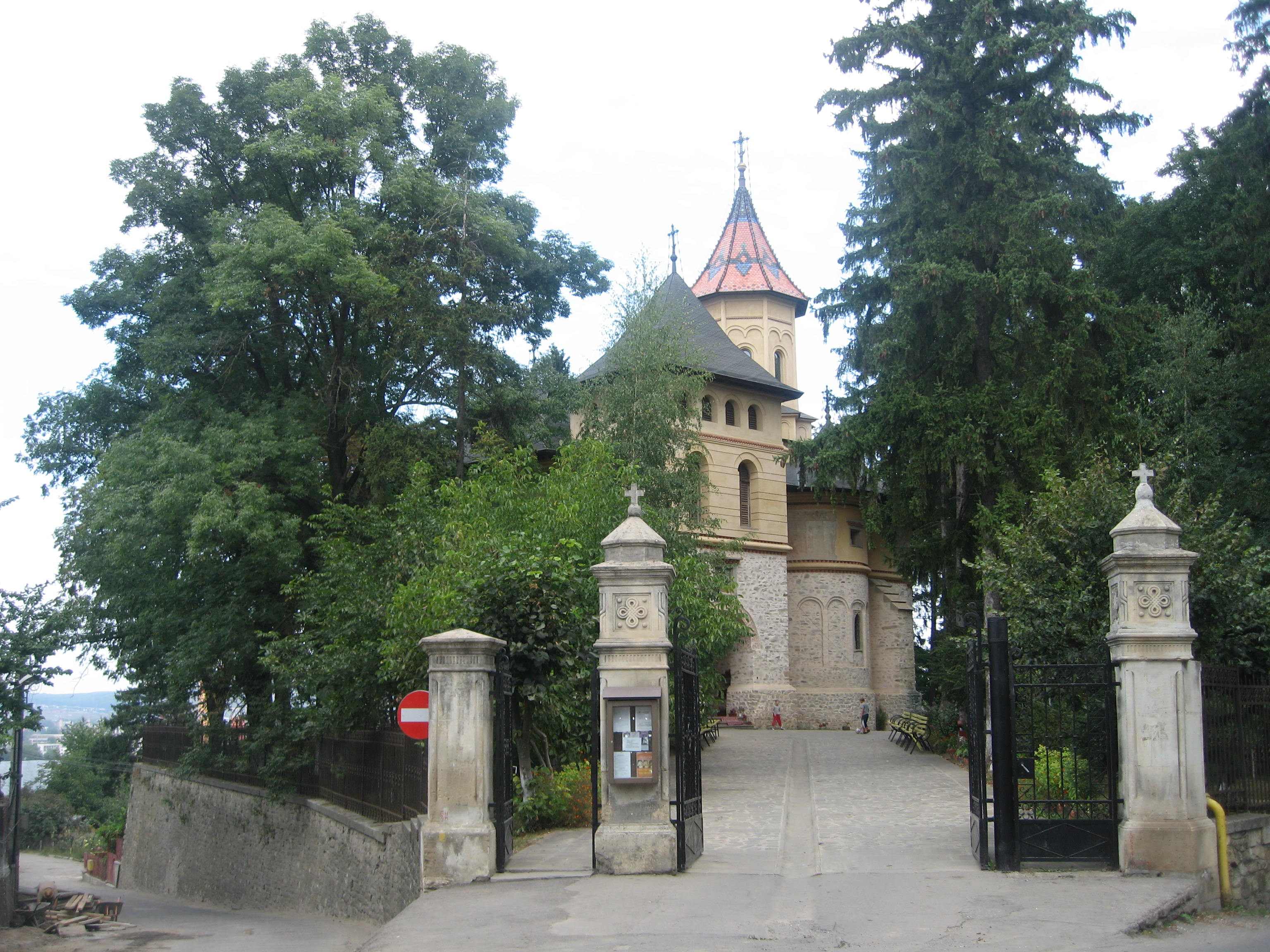
Biserica pe latura sud-vestică
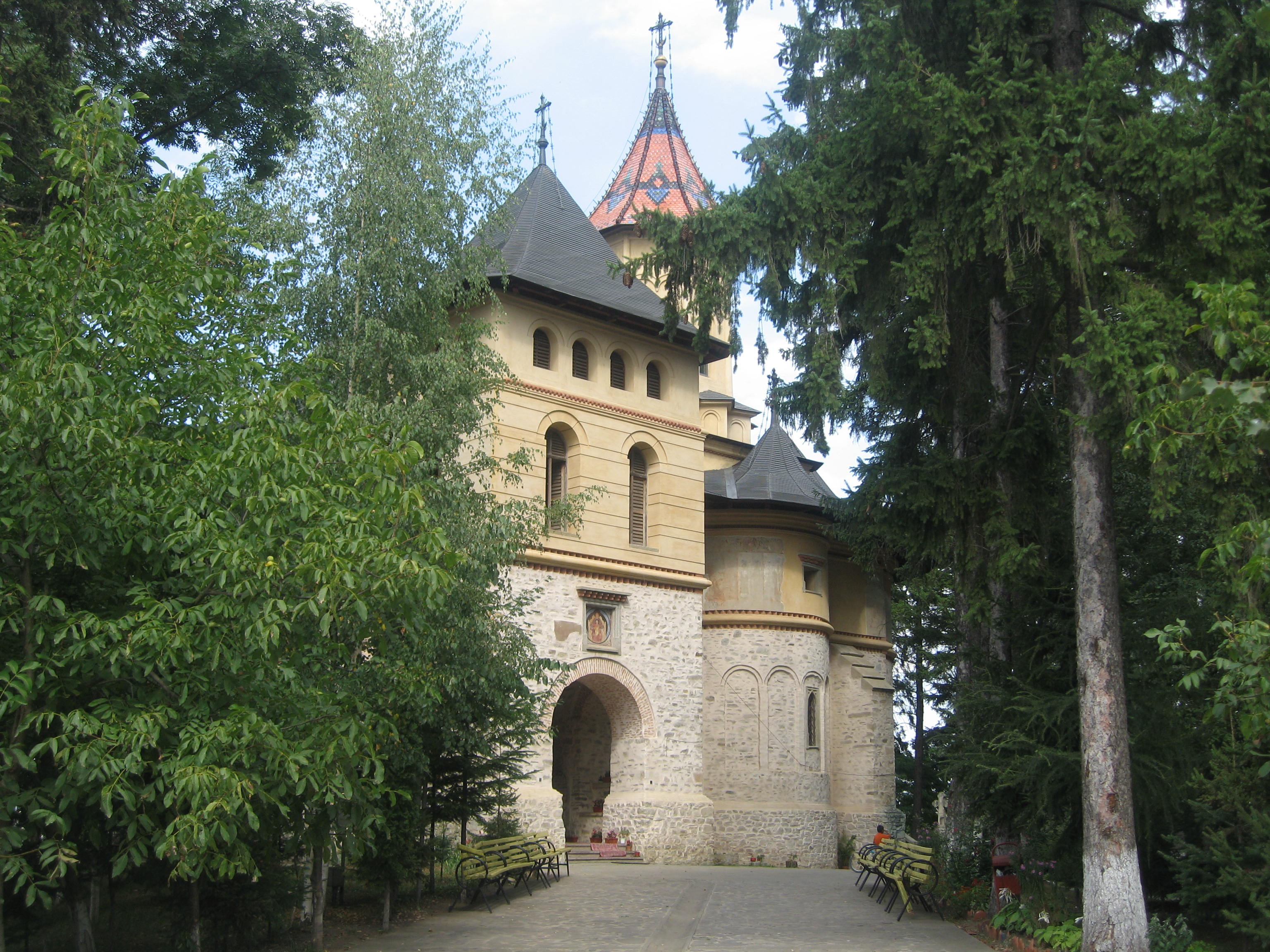
Biserica pe latura sud-vestică
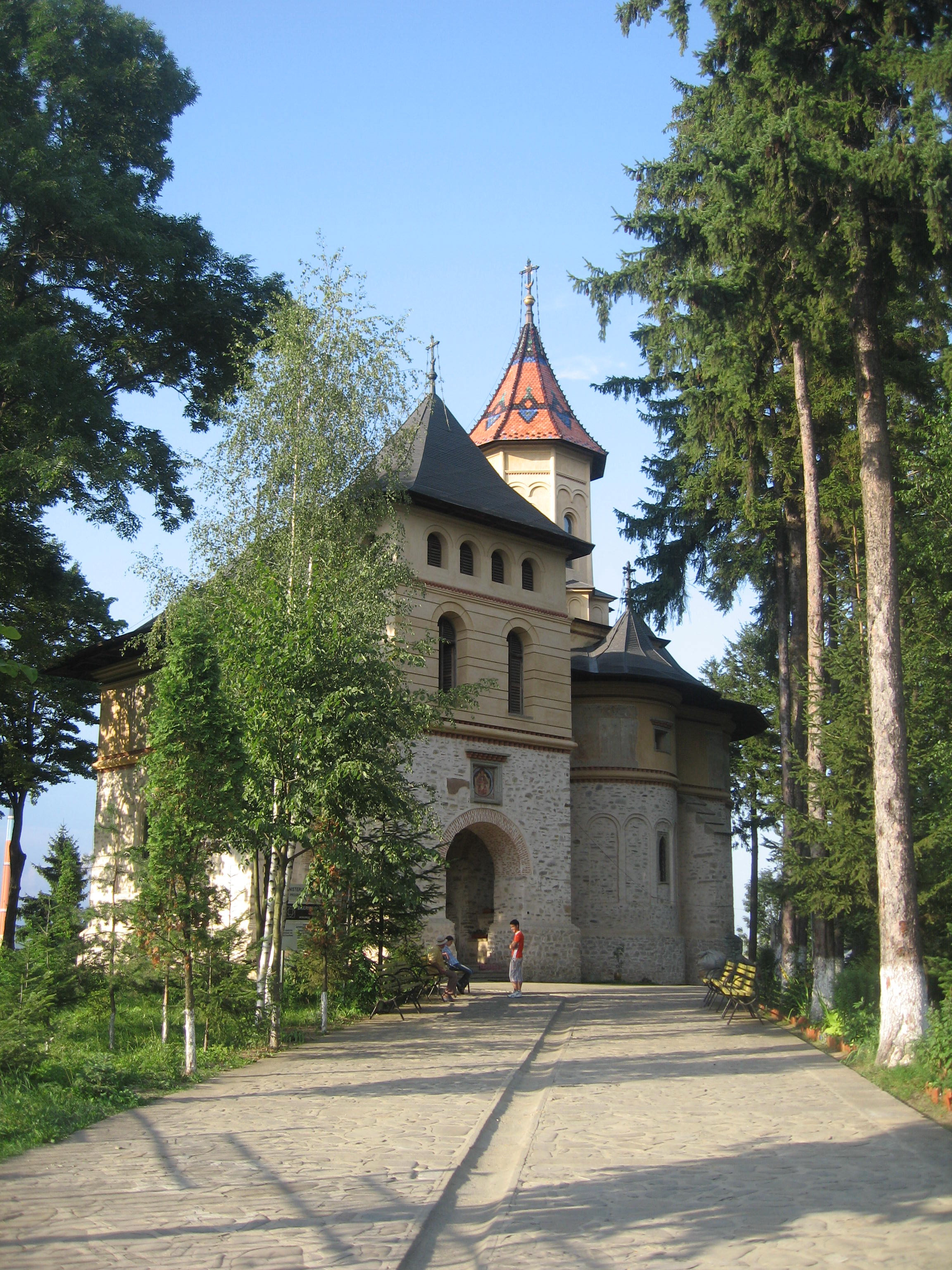
Biserica pe latura sud-vestică
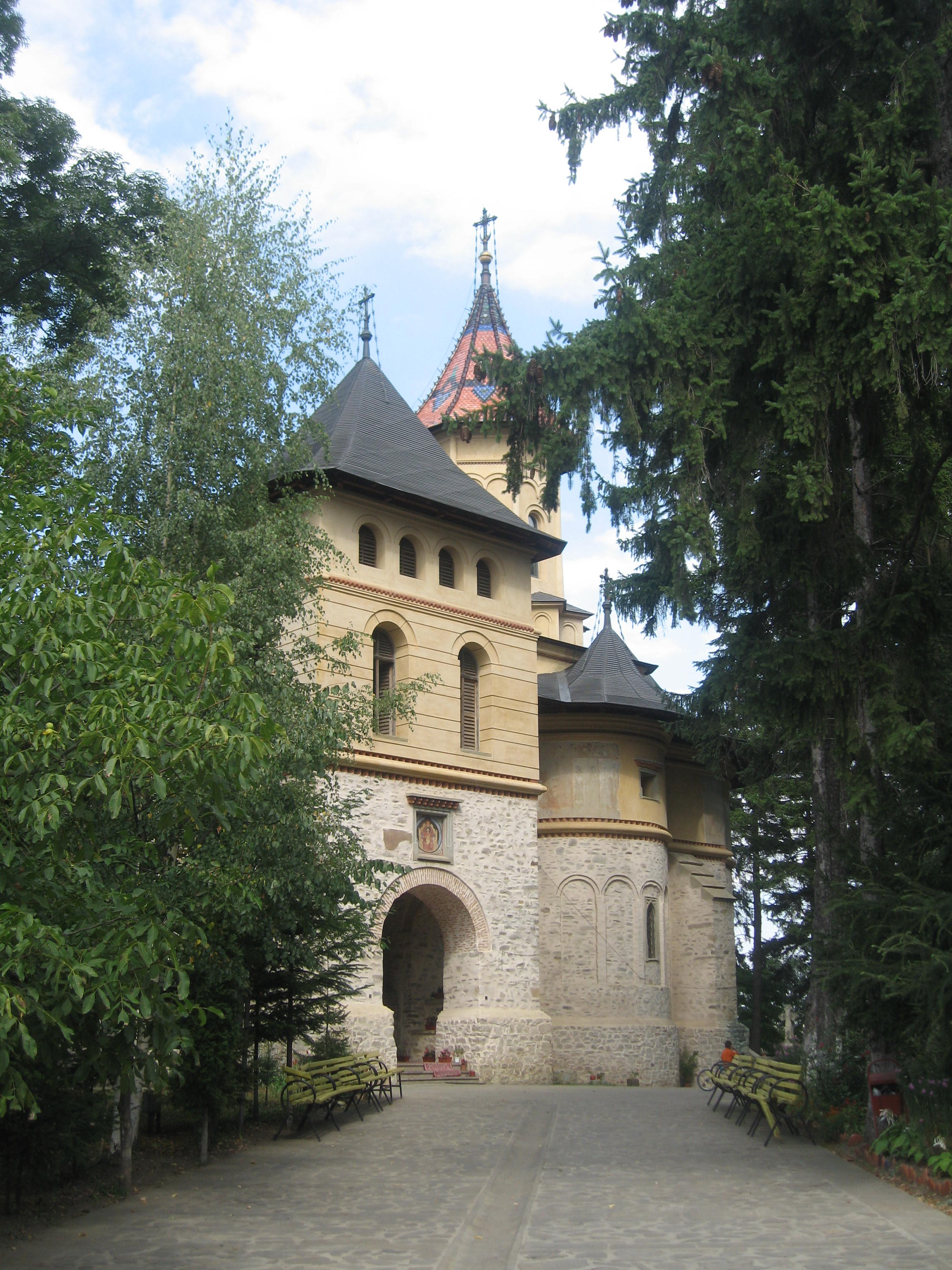
Biserica pe latura sud-vestică
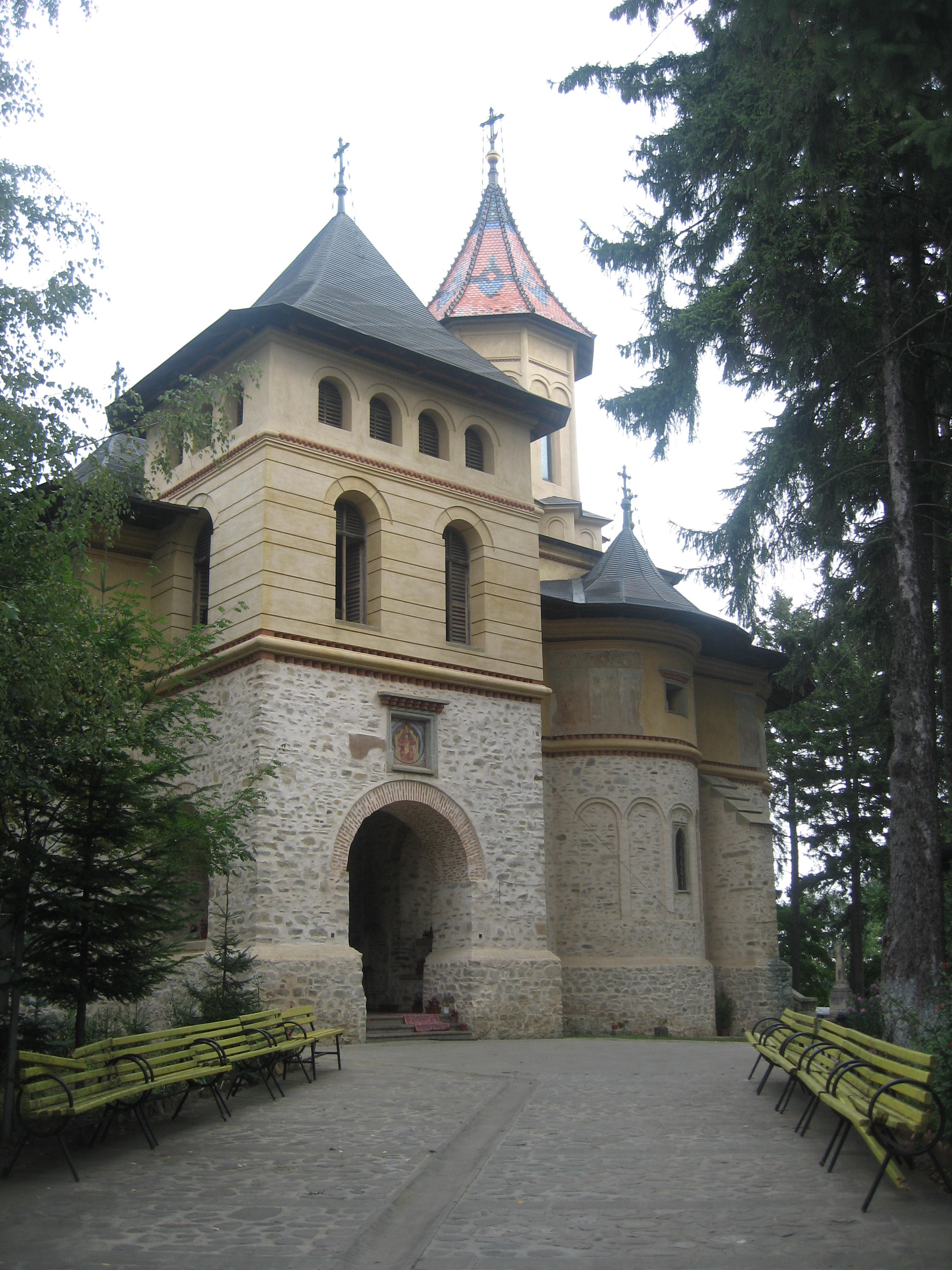
Biserica pe latura sud-vestică
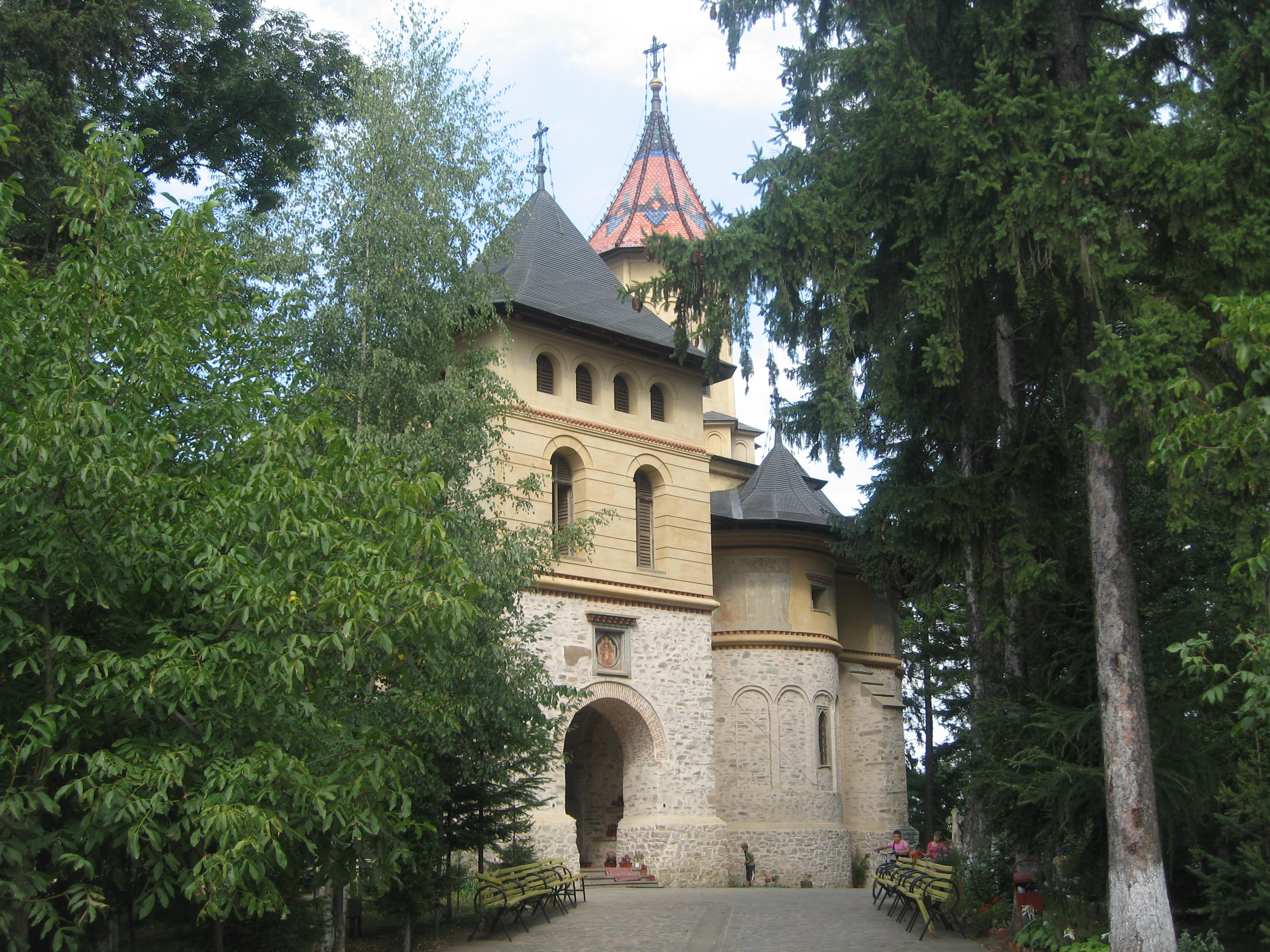
Biserica pe latura sud-vestică
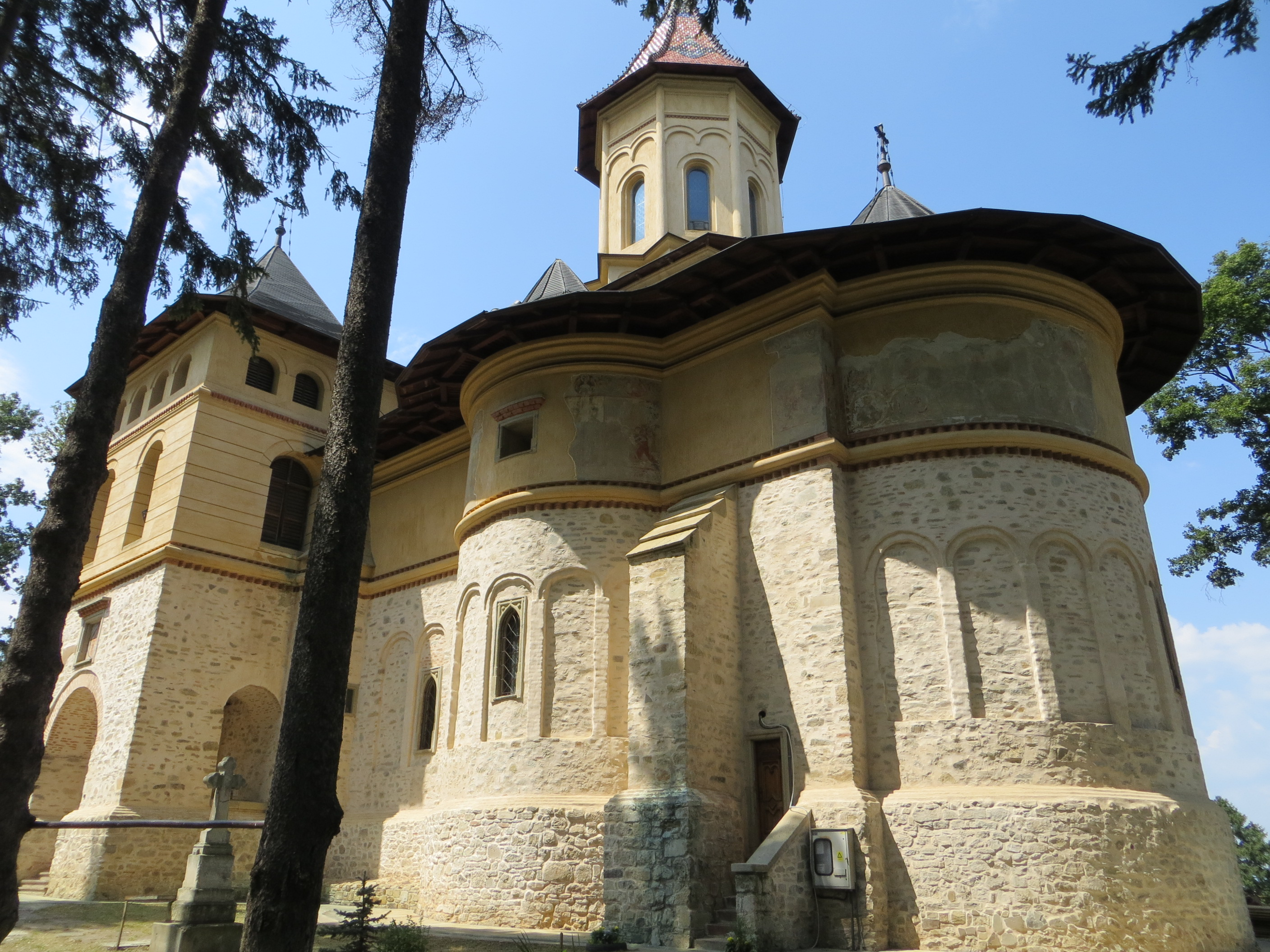
Biserica pe latura sud-estică
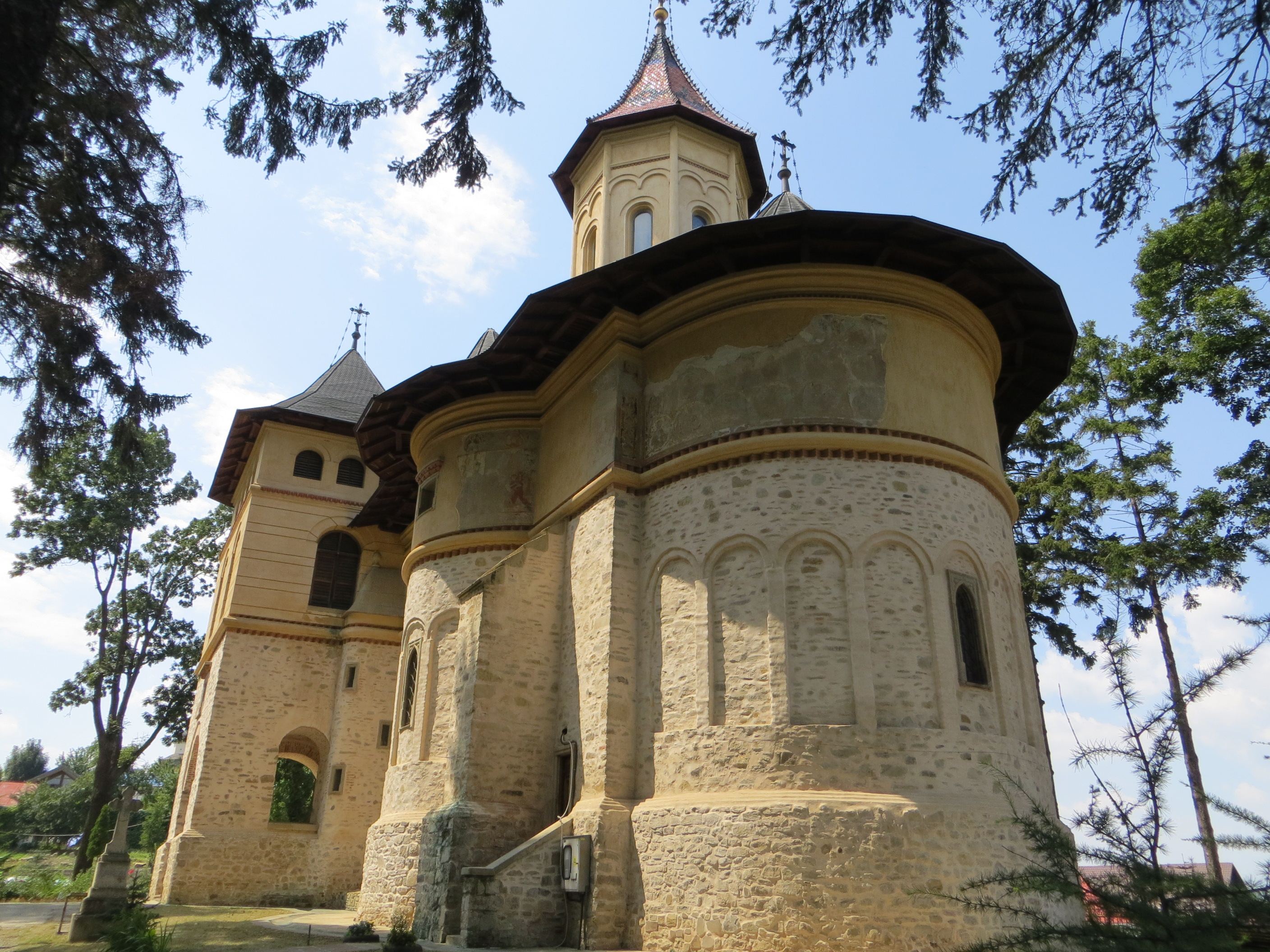
Biserica pe latura sud-estică
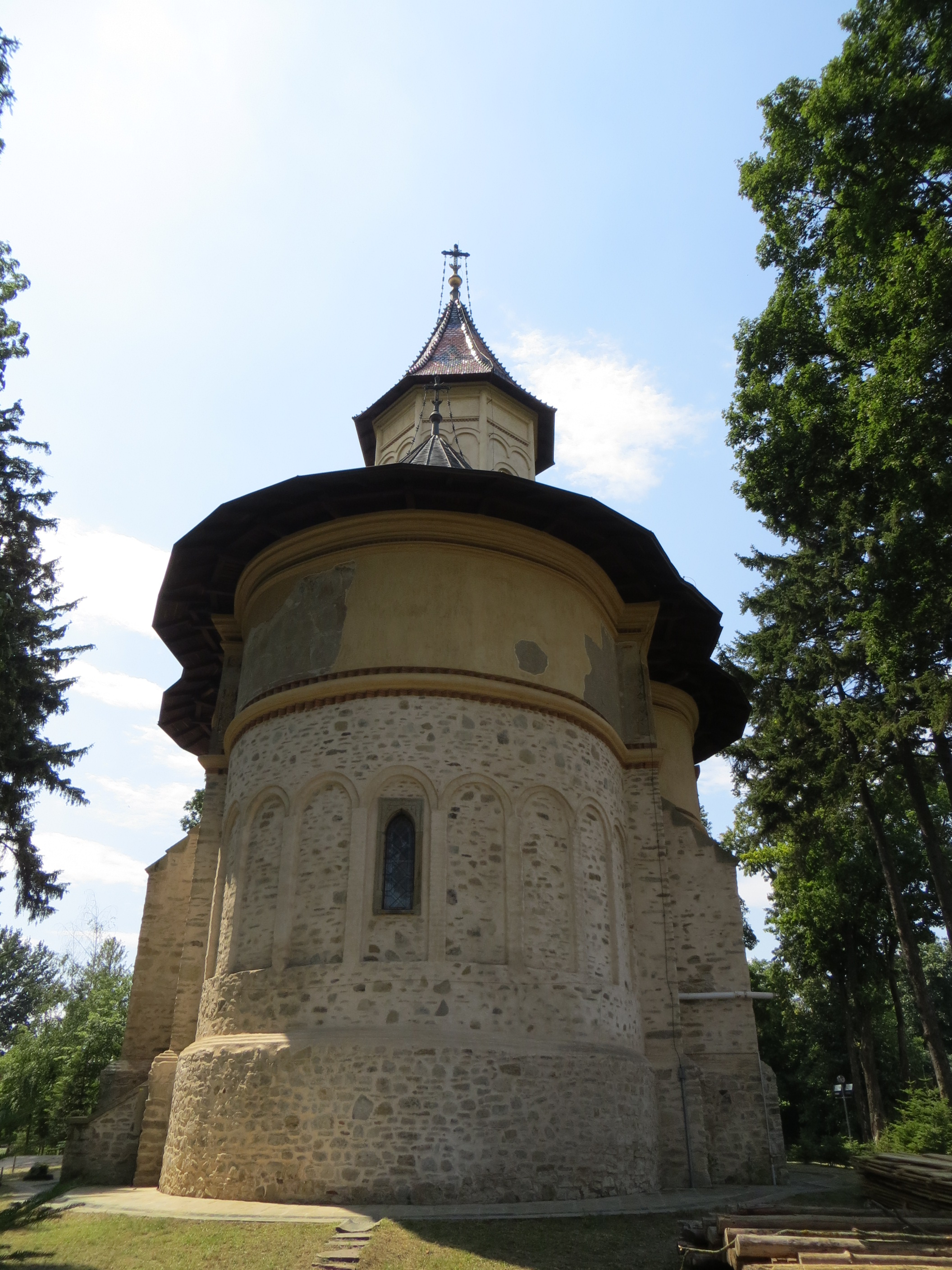
Biserica pe latura estică
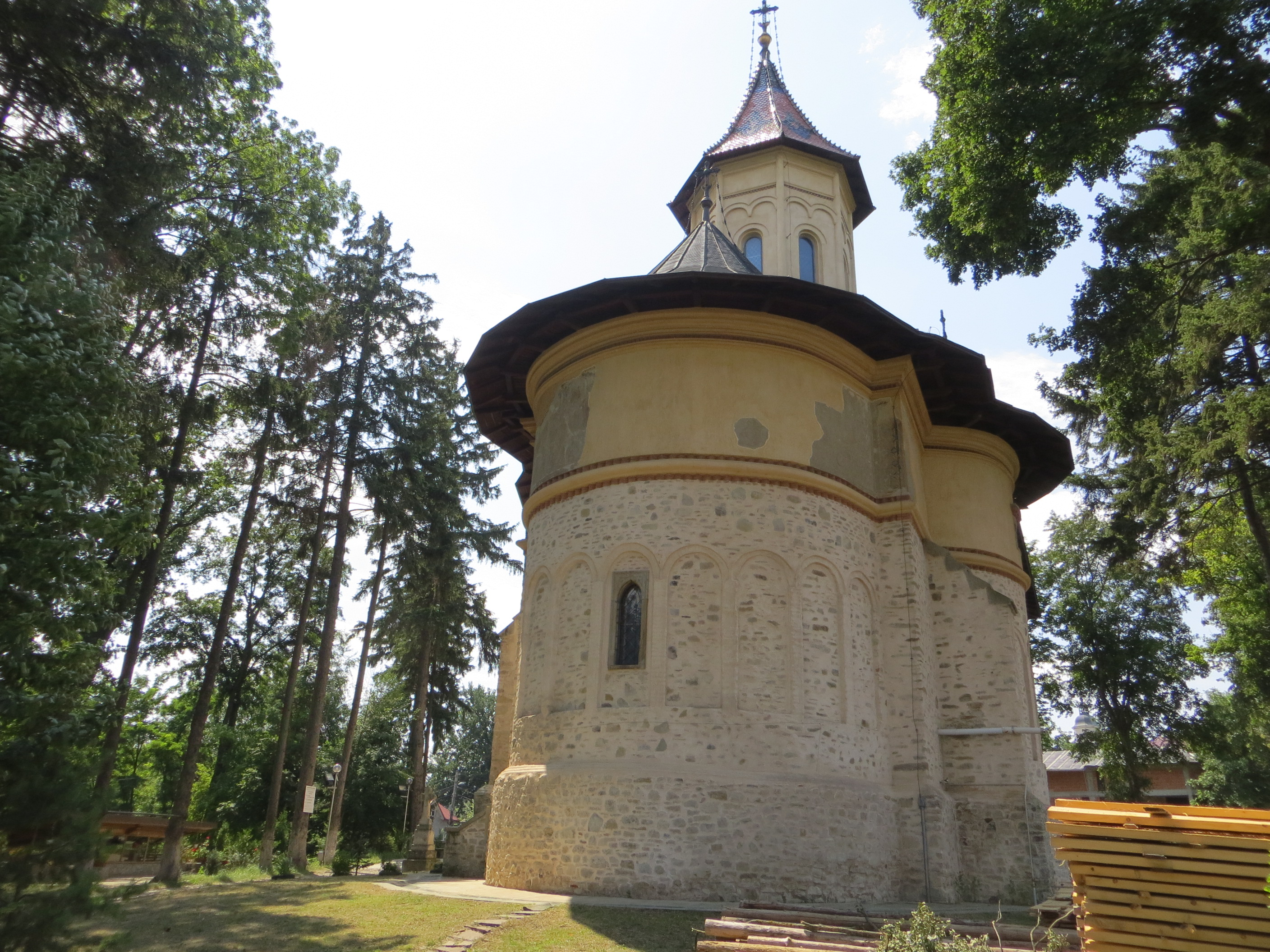
Biserica pe latura estică
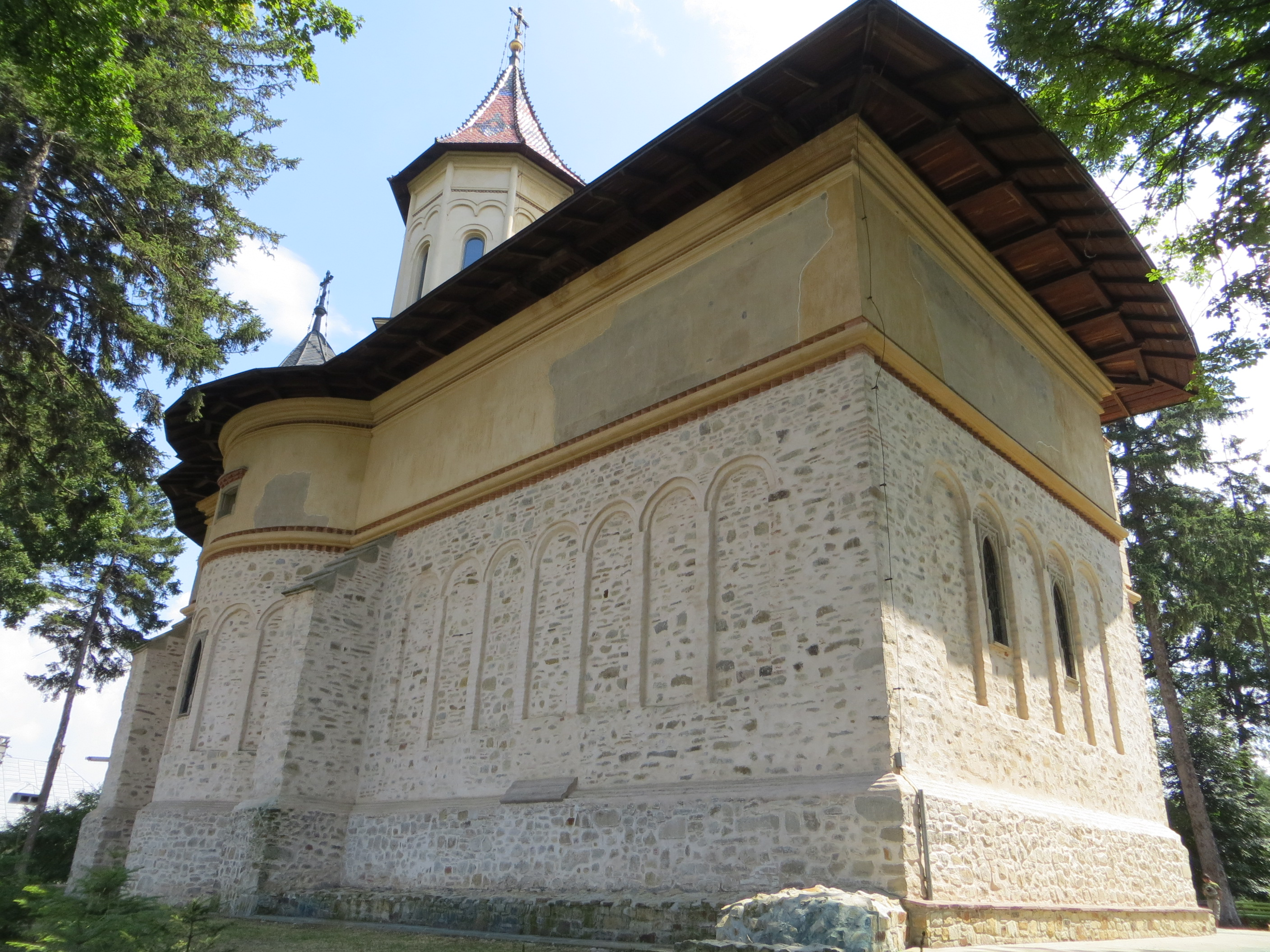
Biserica pe latura nord-vestică
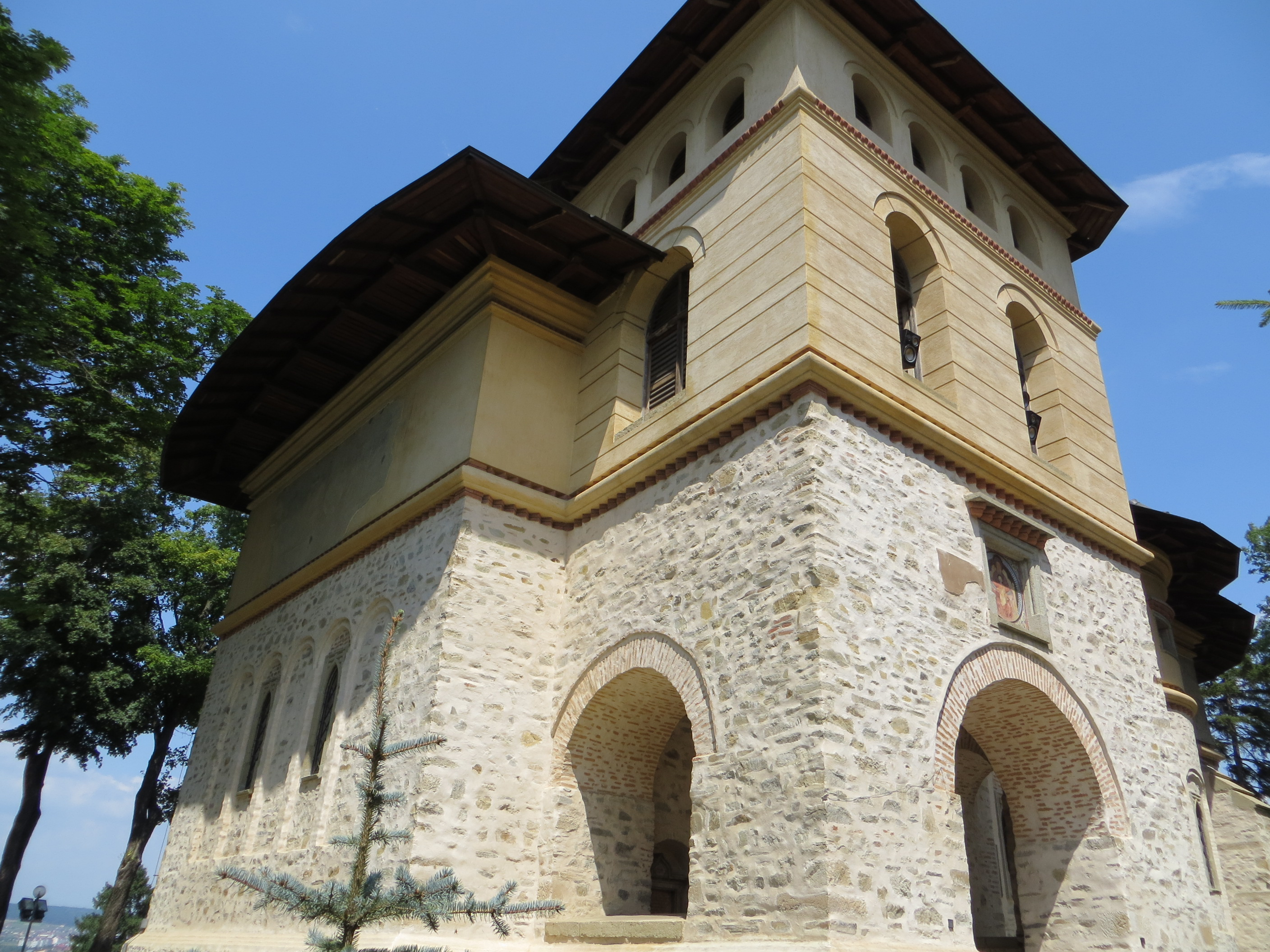
Pridvorul deschis al bisericii cu clopotnița deasupra sa
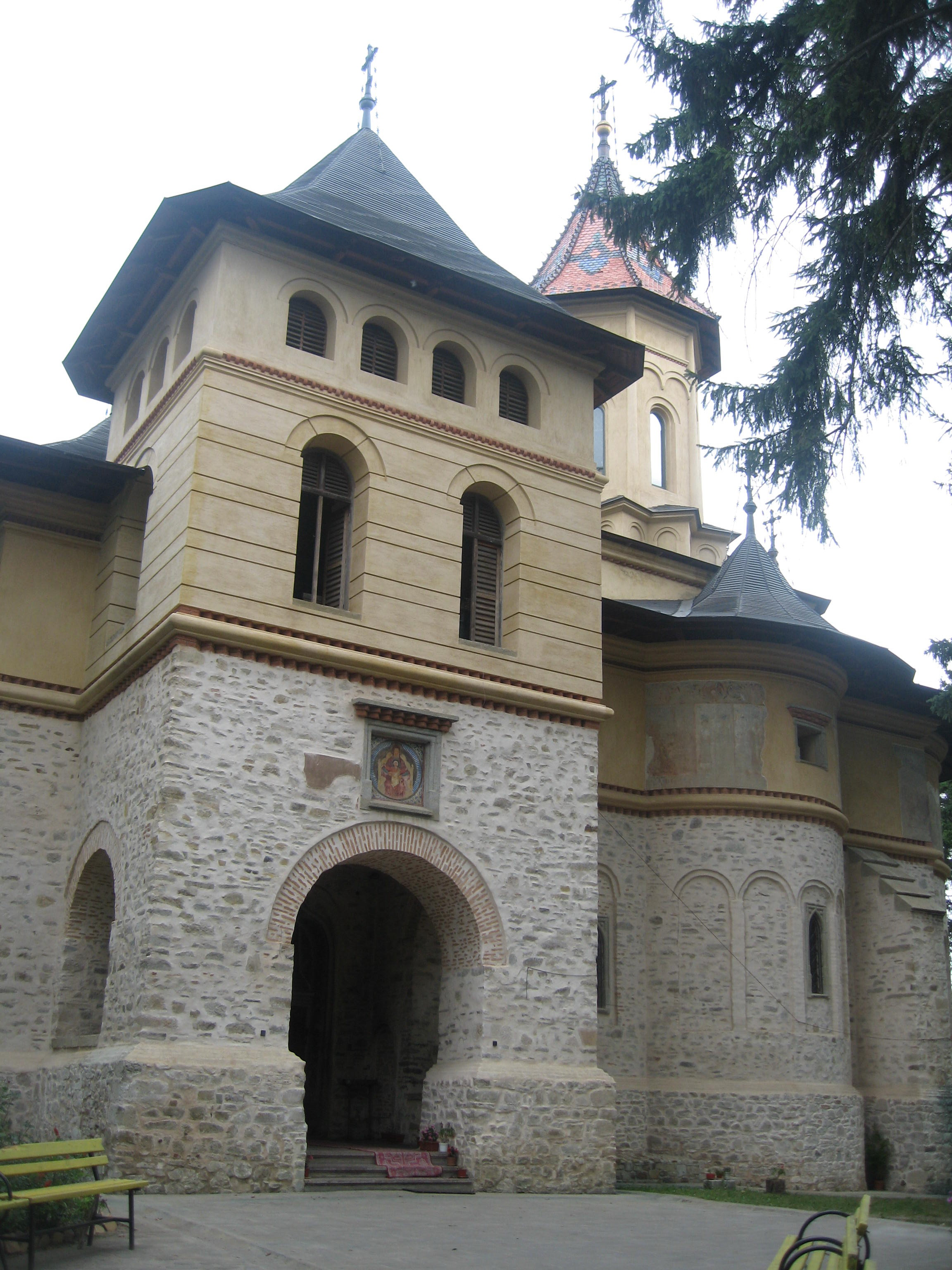
Pridvorul deschis al bisericii cu clopotnița deasupra sa
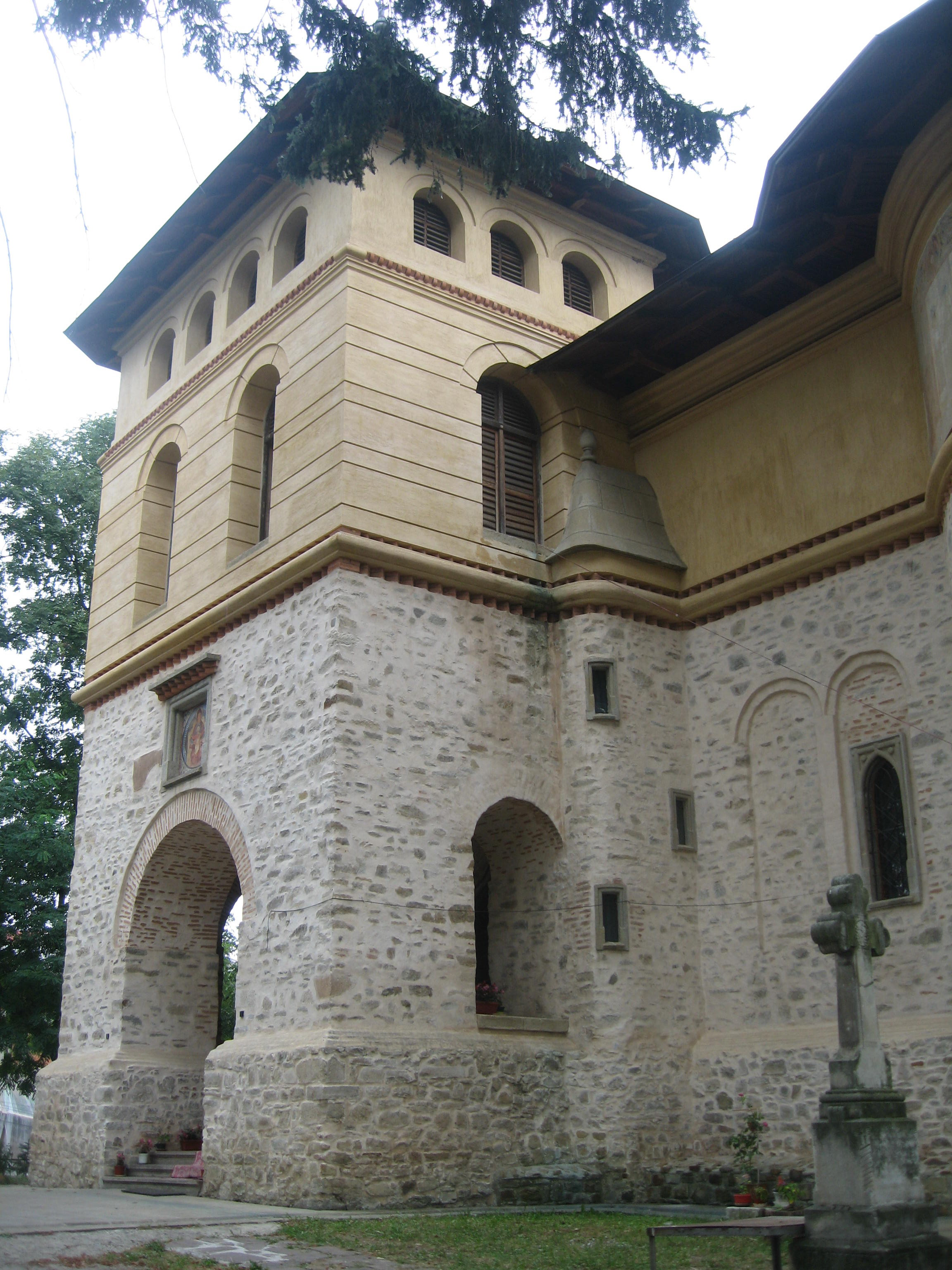
Pridvorul deschis al bisericii cu clopotnița deasupra sa
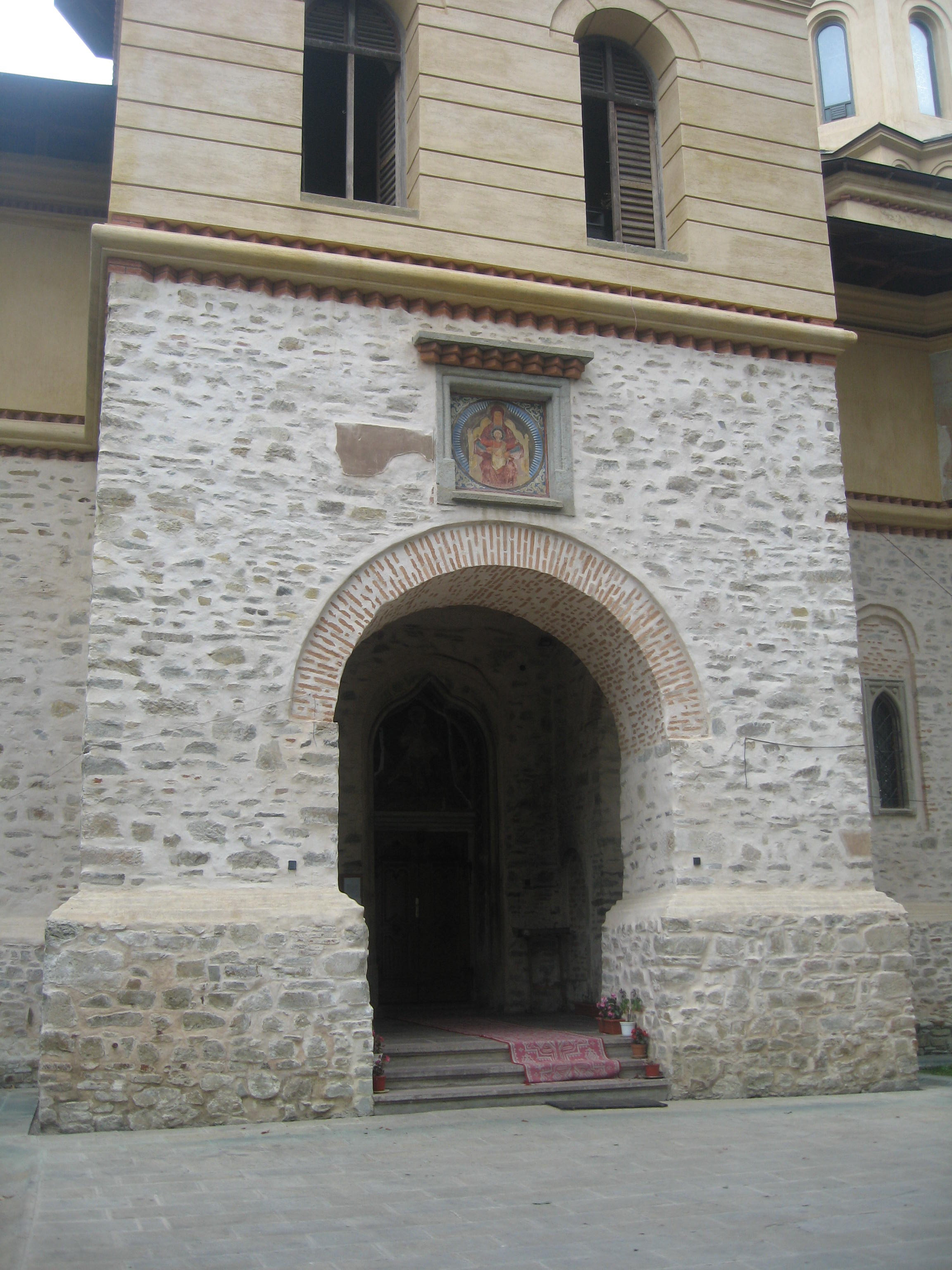
Portalul de intrare în pridvor
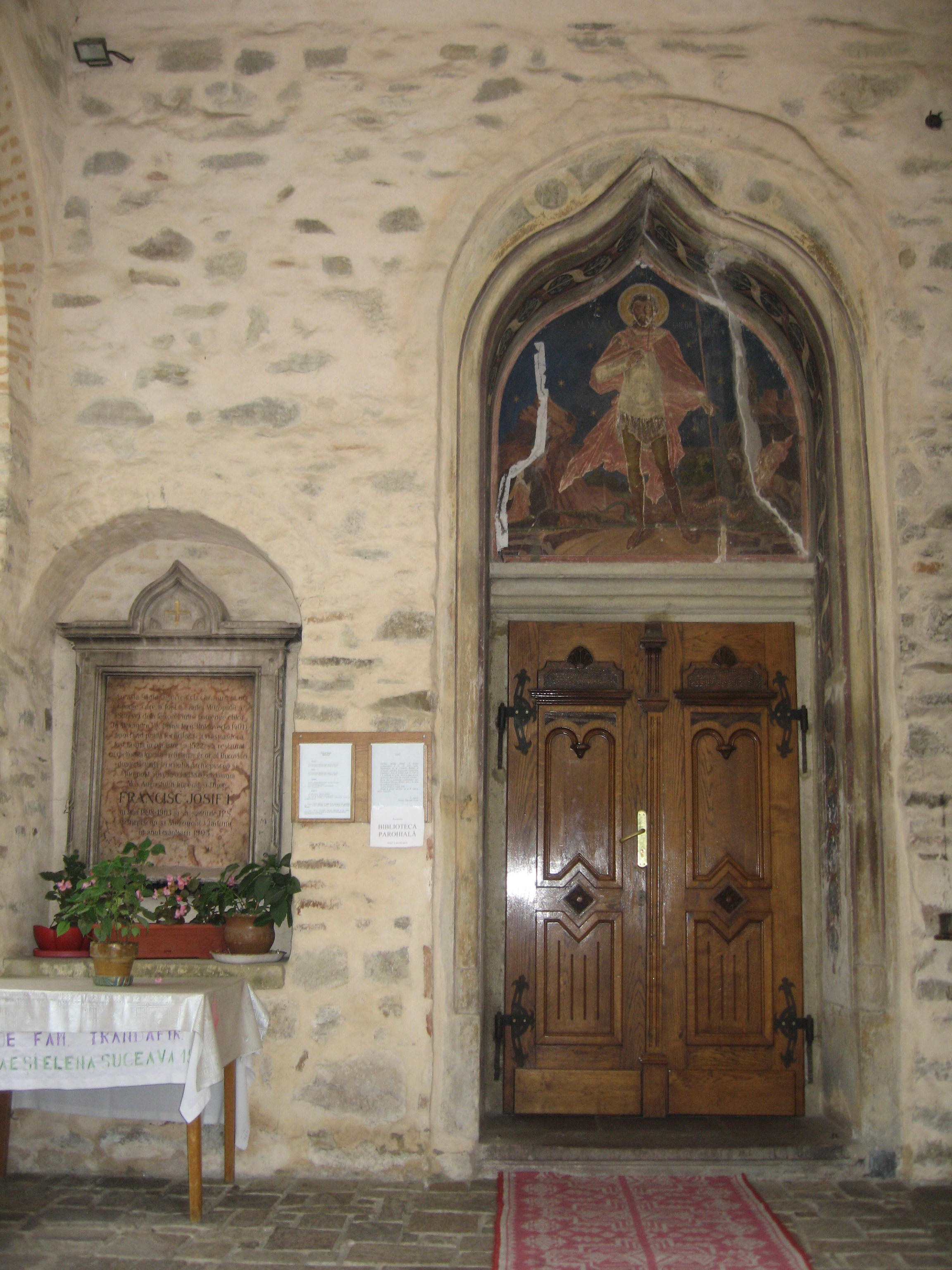
Portalul de intrare în biserică
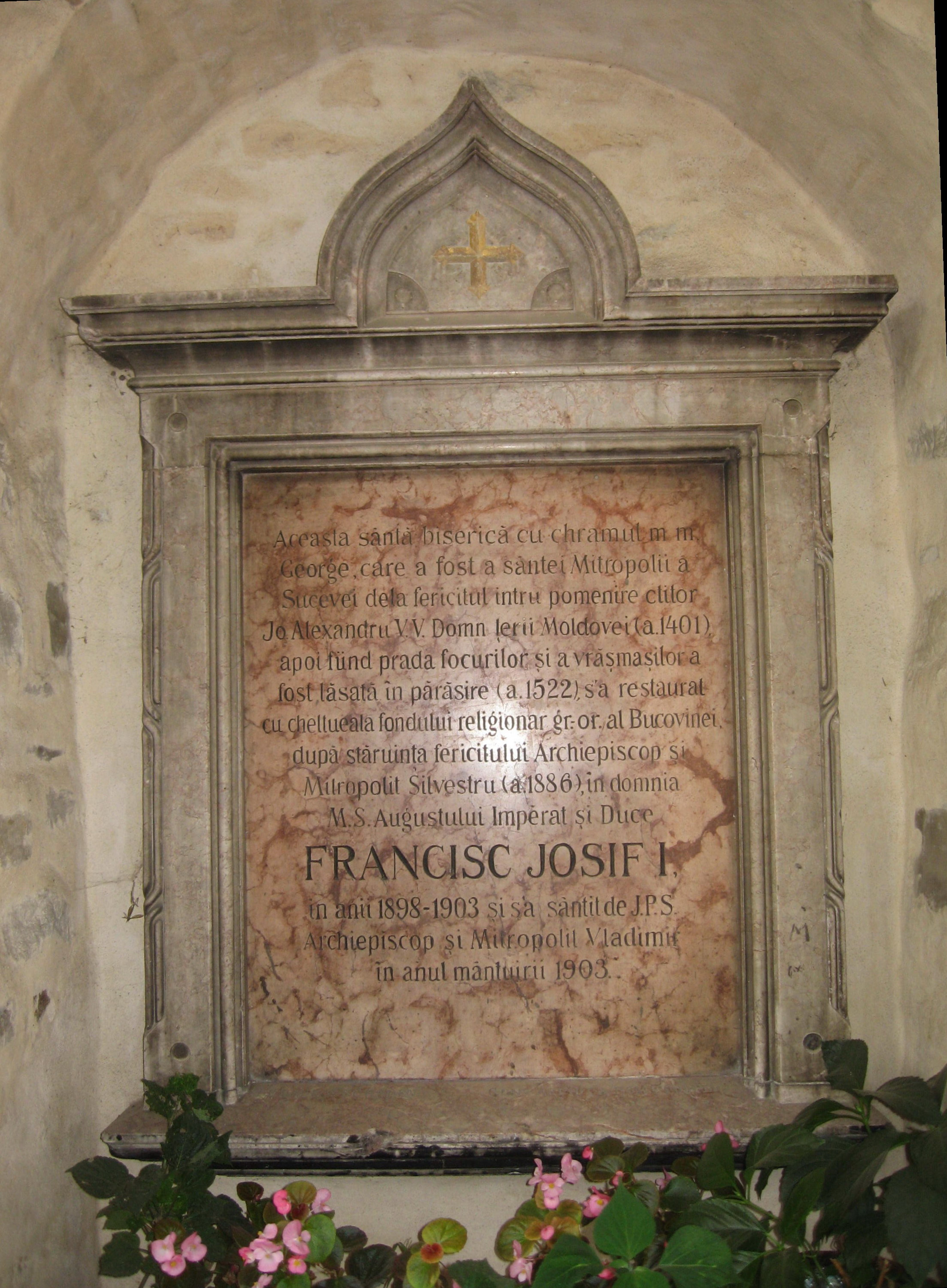
Pisania pusă cu prilejul restaurării bisericii de către Karl A. Romstorfer
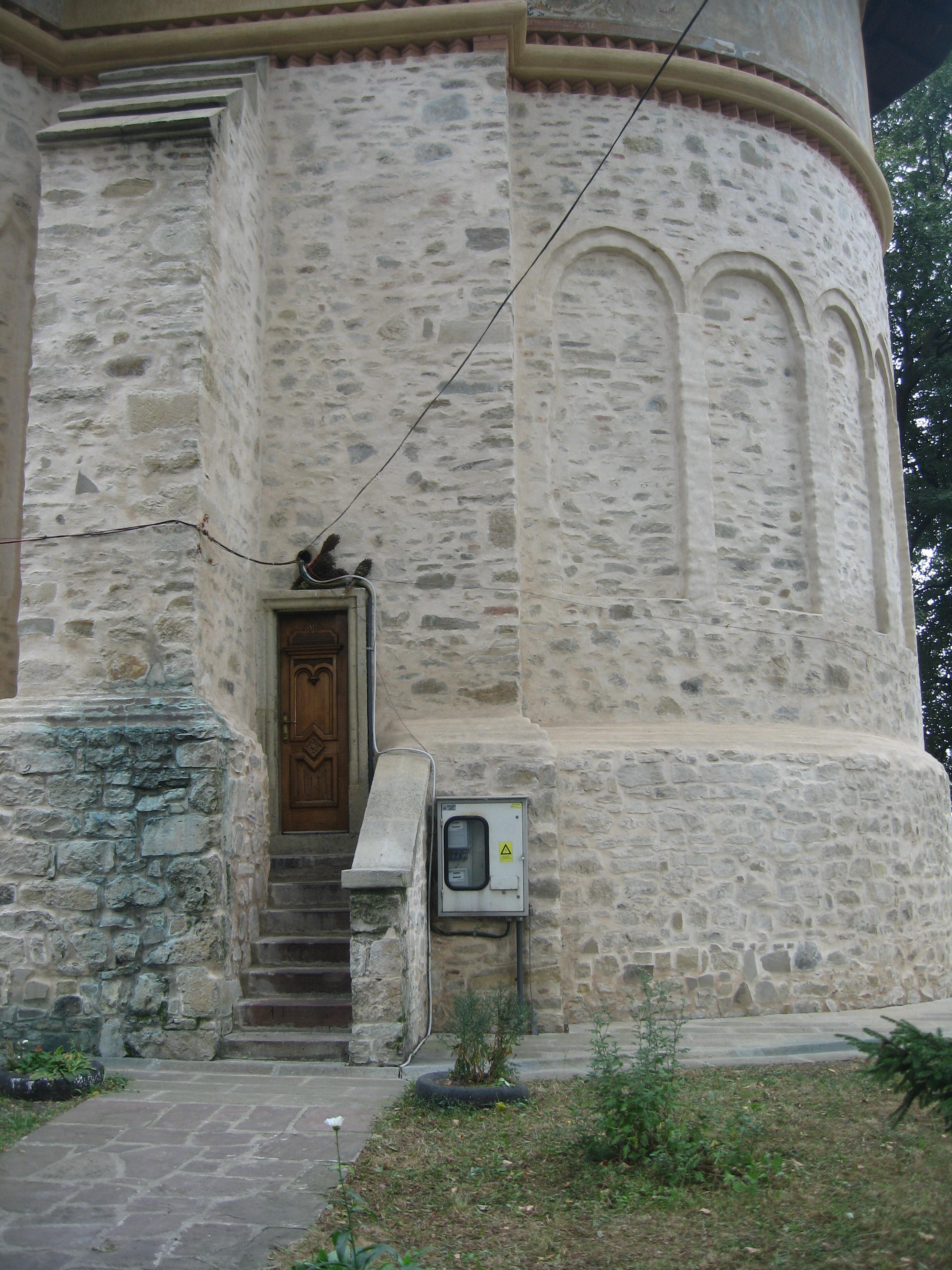
Ușa de intrare în altar
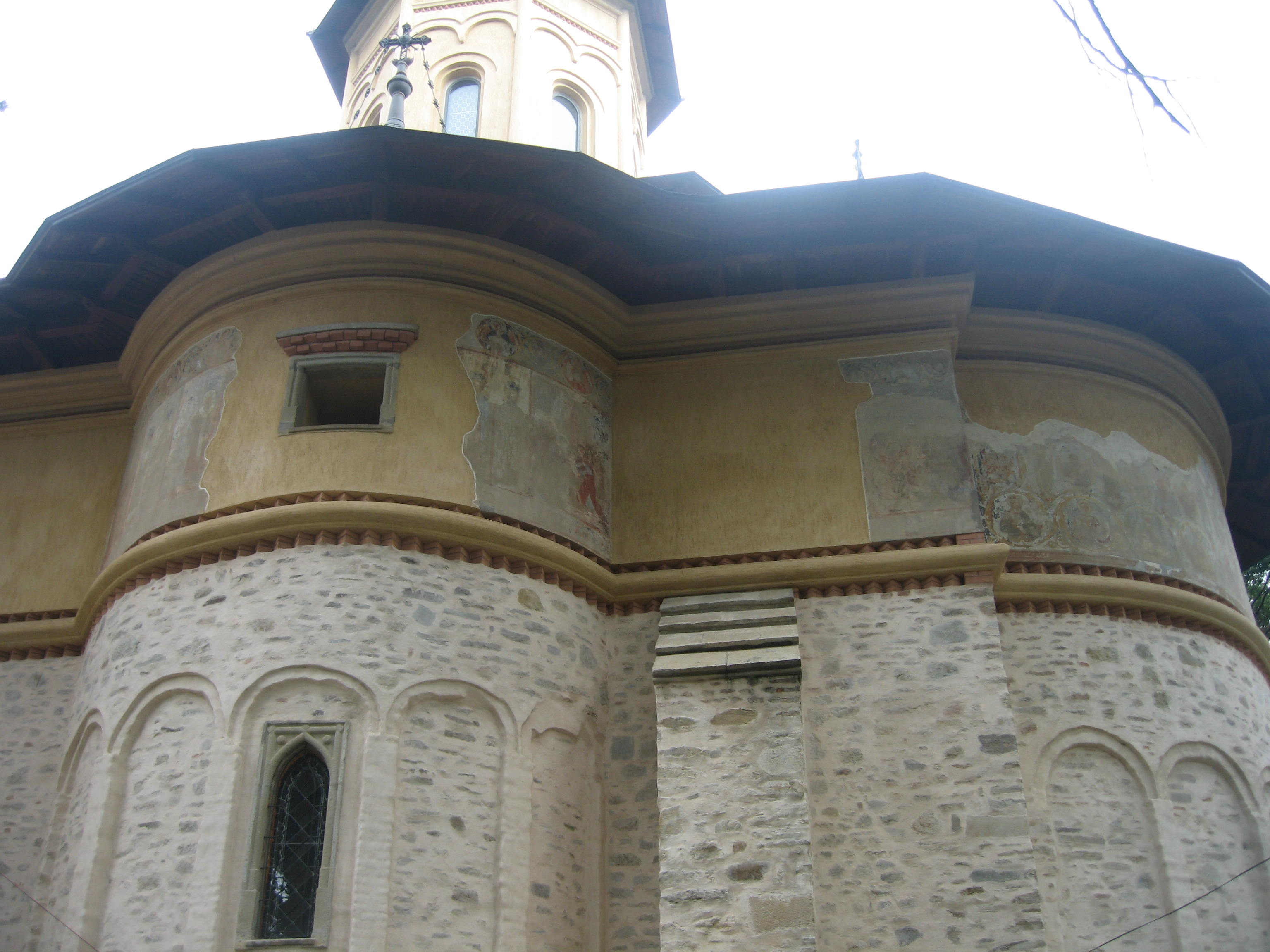
Urme de pictură pe unul din pereții exteriori ai bisericii
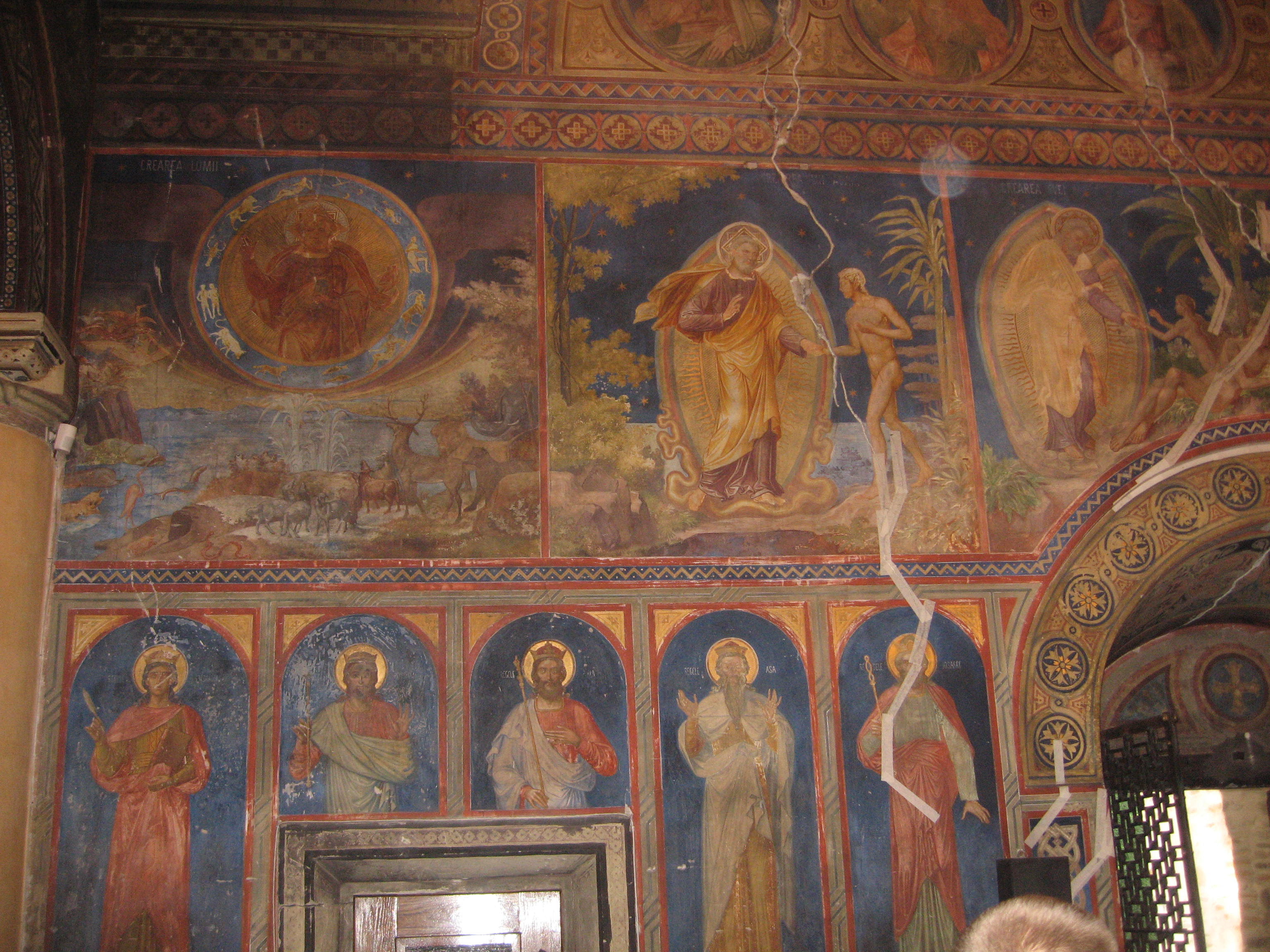
Scene din Vechiul Testament pe pereții pronaosului
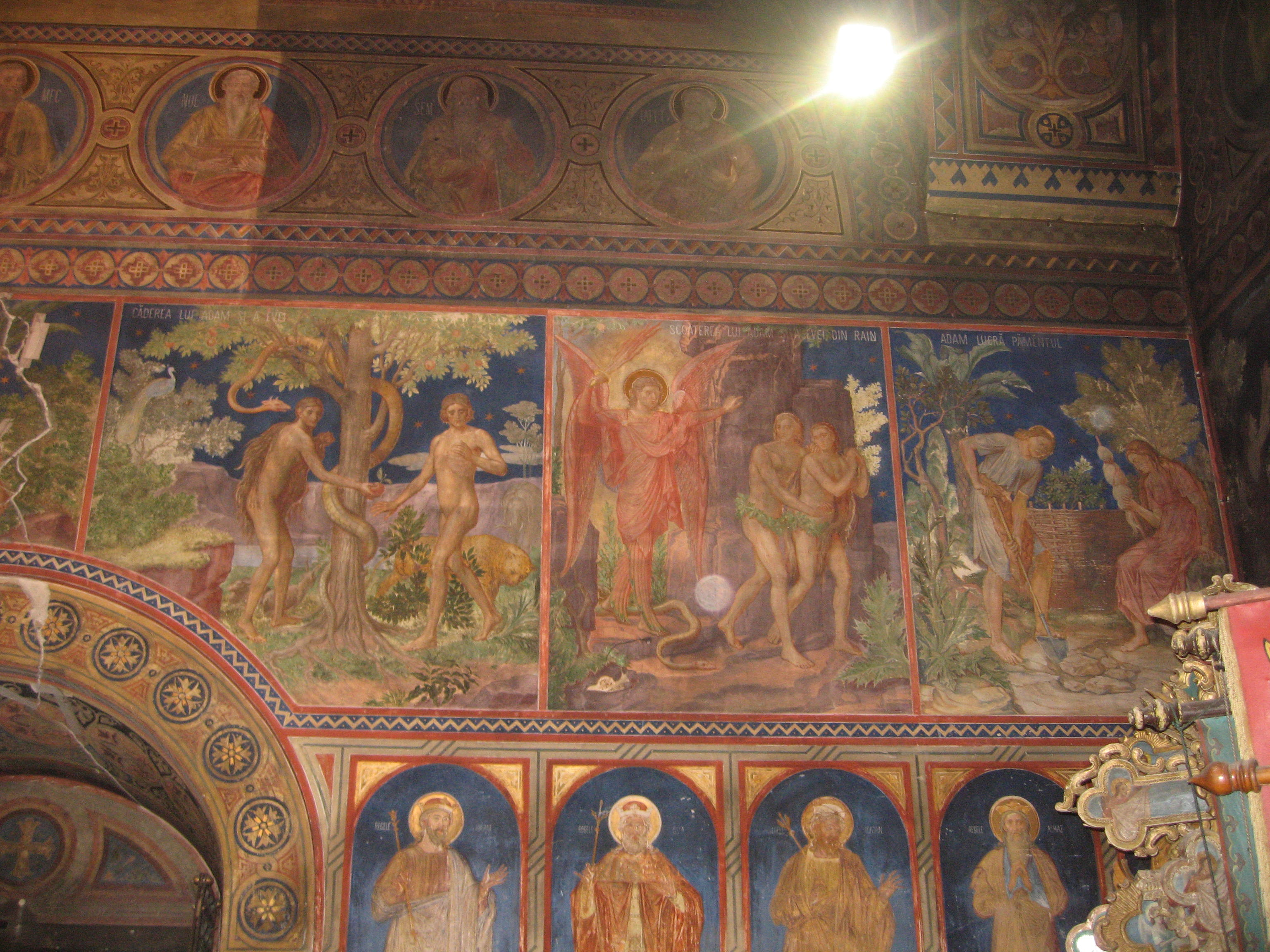
Scene din Vechiul Testament pe pereții pronaosului
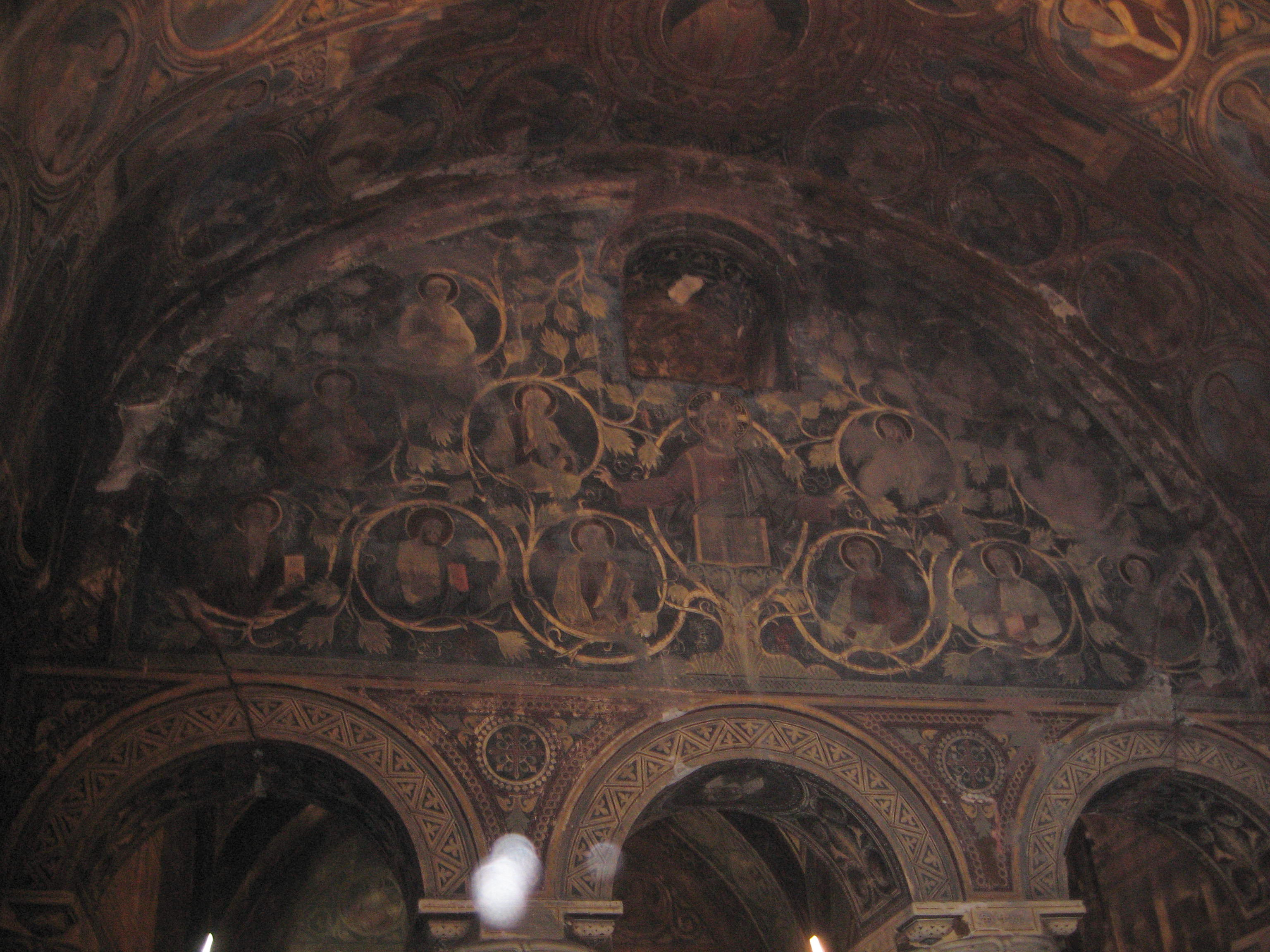
Pictură pe arcada ce separă pronaosul de naos
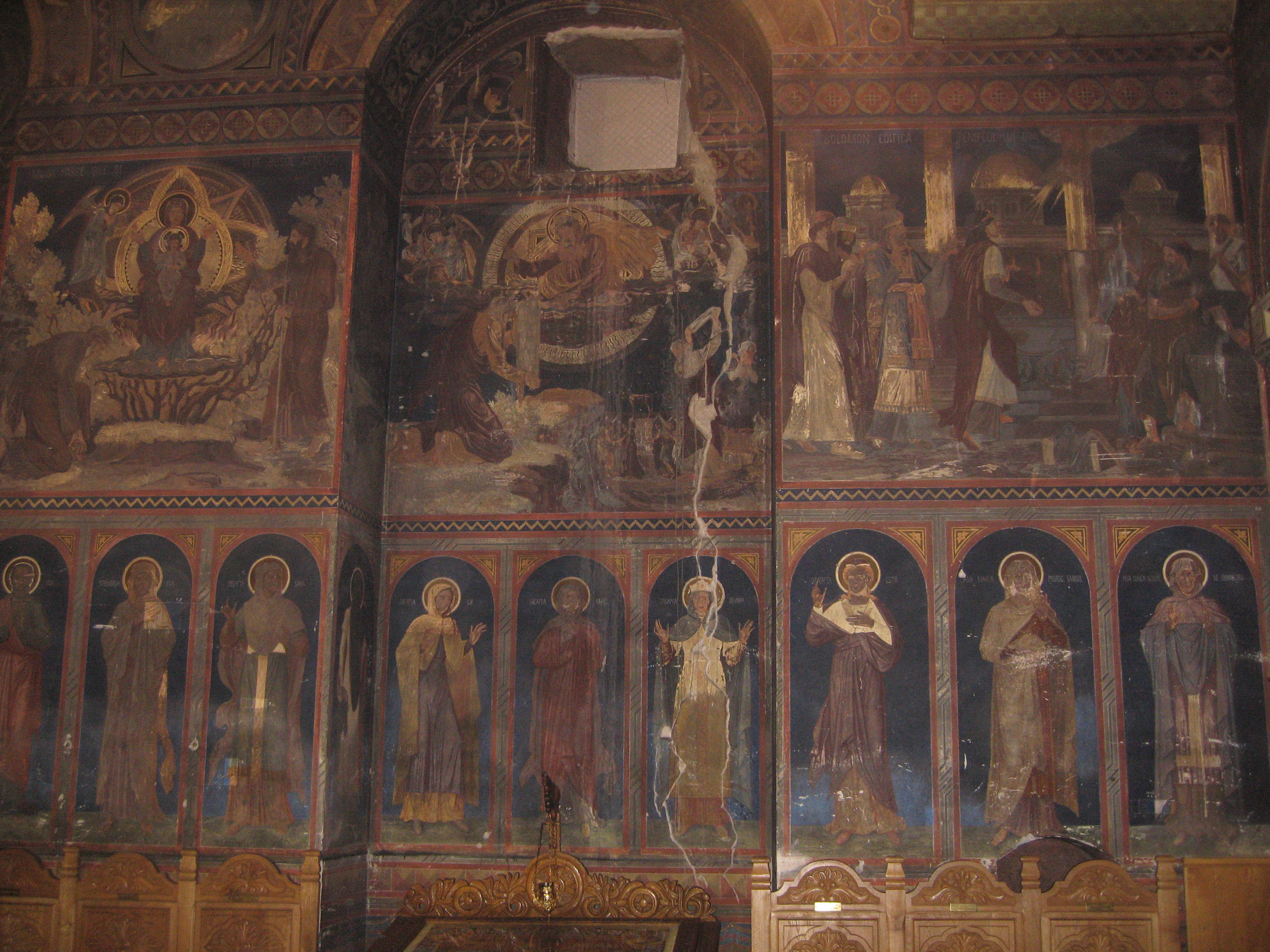
Pictură pe peretele naosului
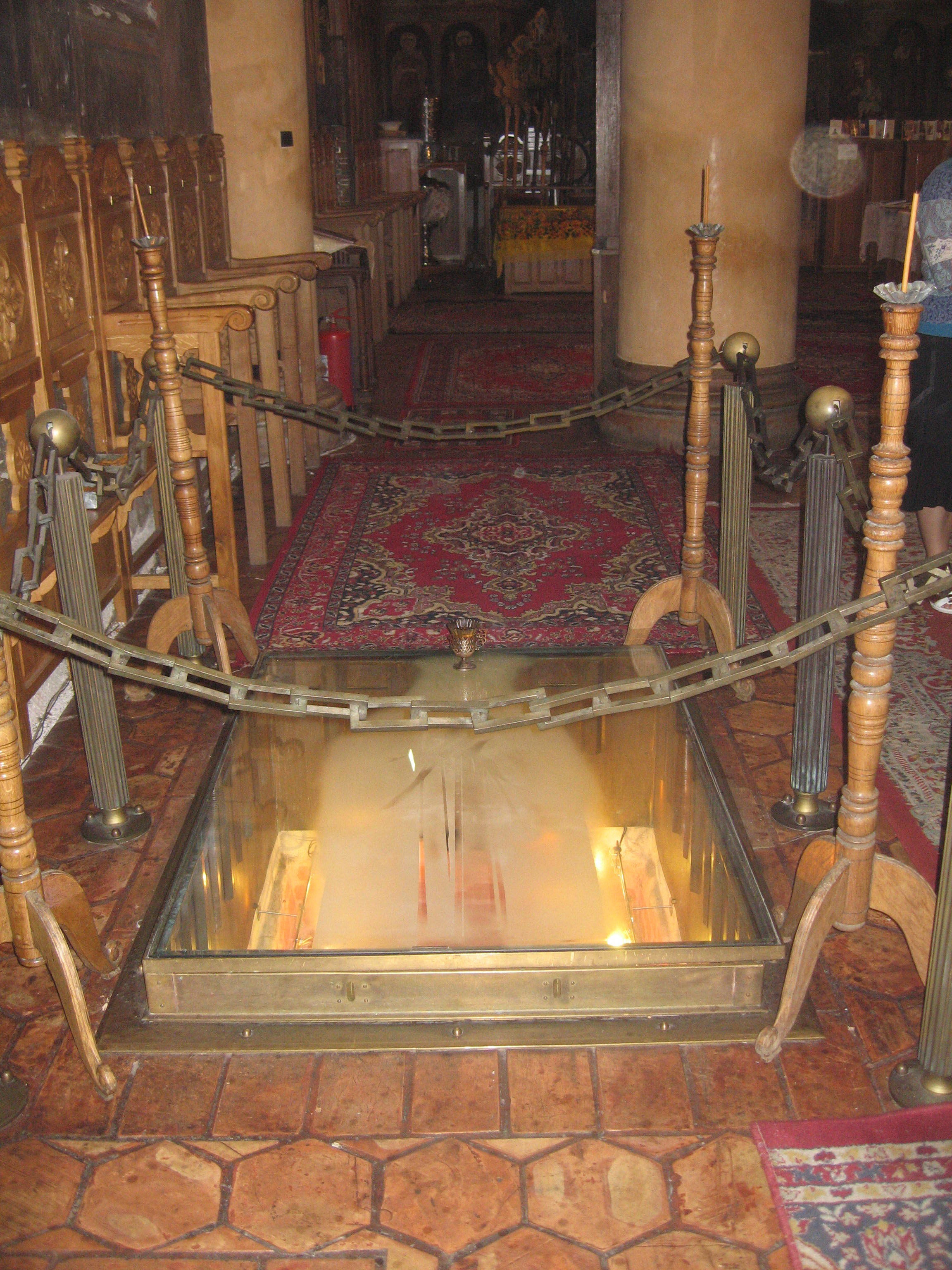
Cavoul din biserică este acoperit astăzi doar cu un perete de sticlă
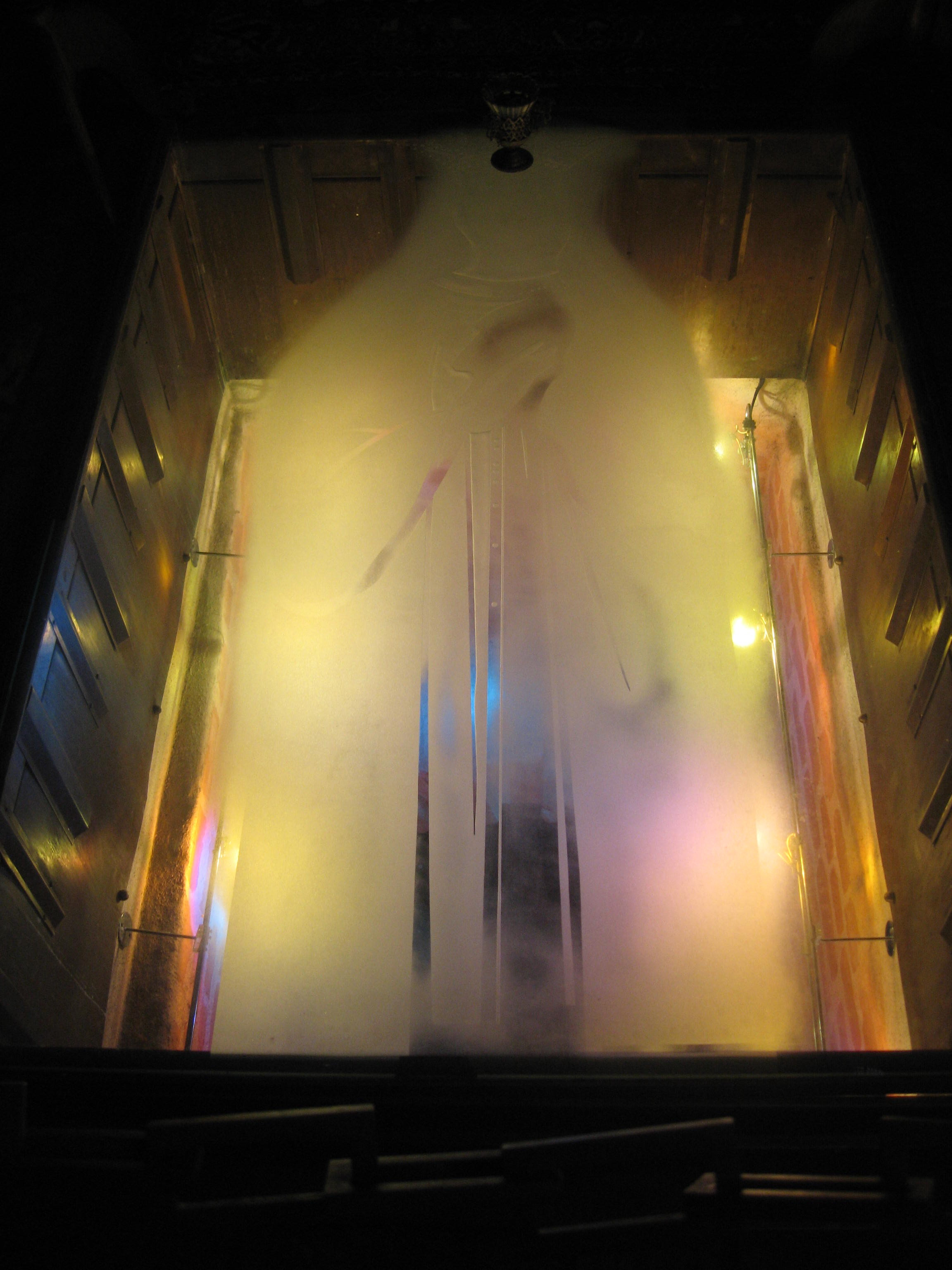
Sticla ce acoperă cavoul din biserică
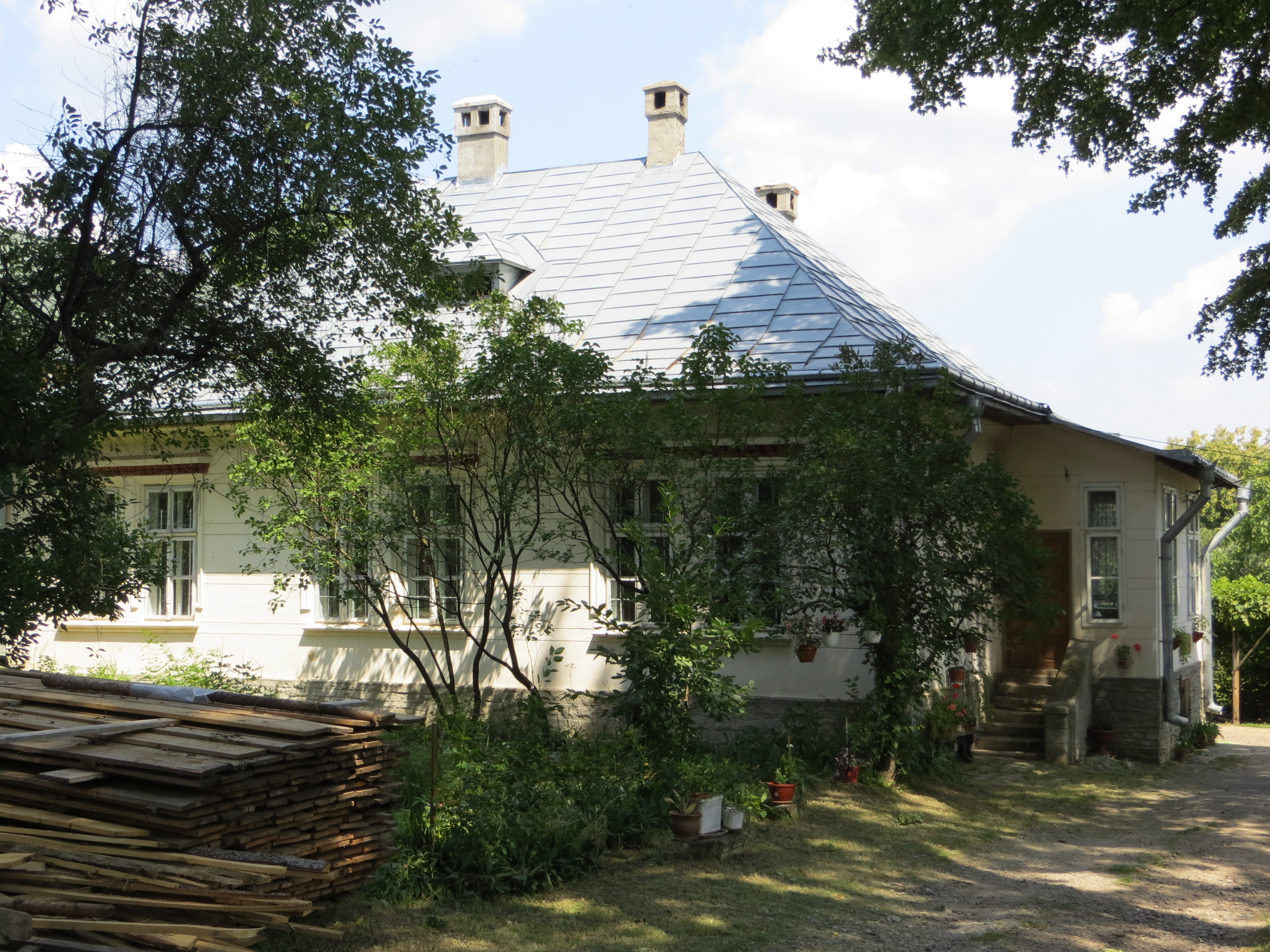
Casa parohială aflată în curtea bisericii
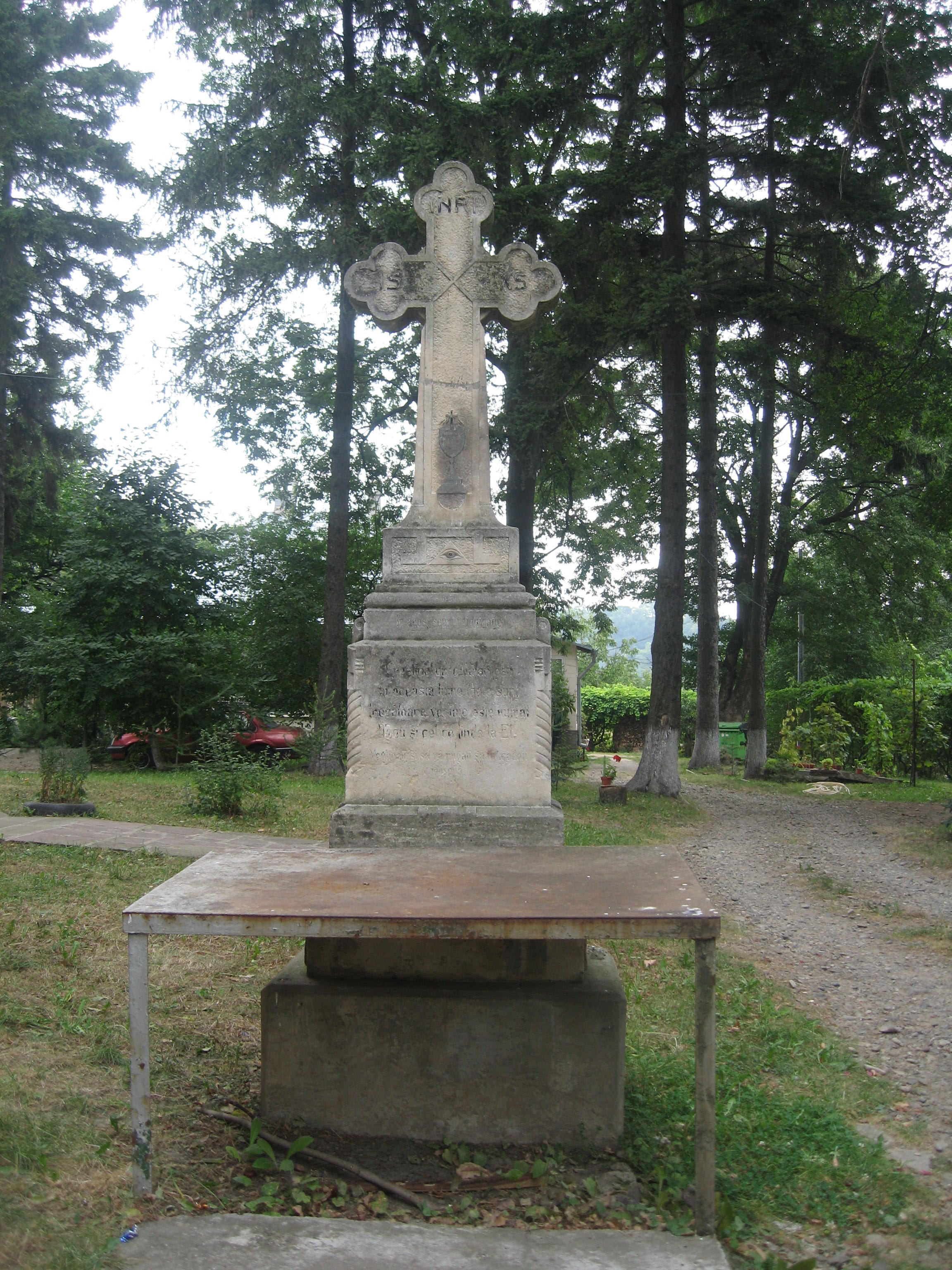
Cruce aflată în curtea bisericii
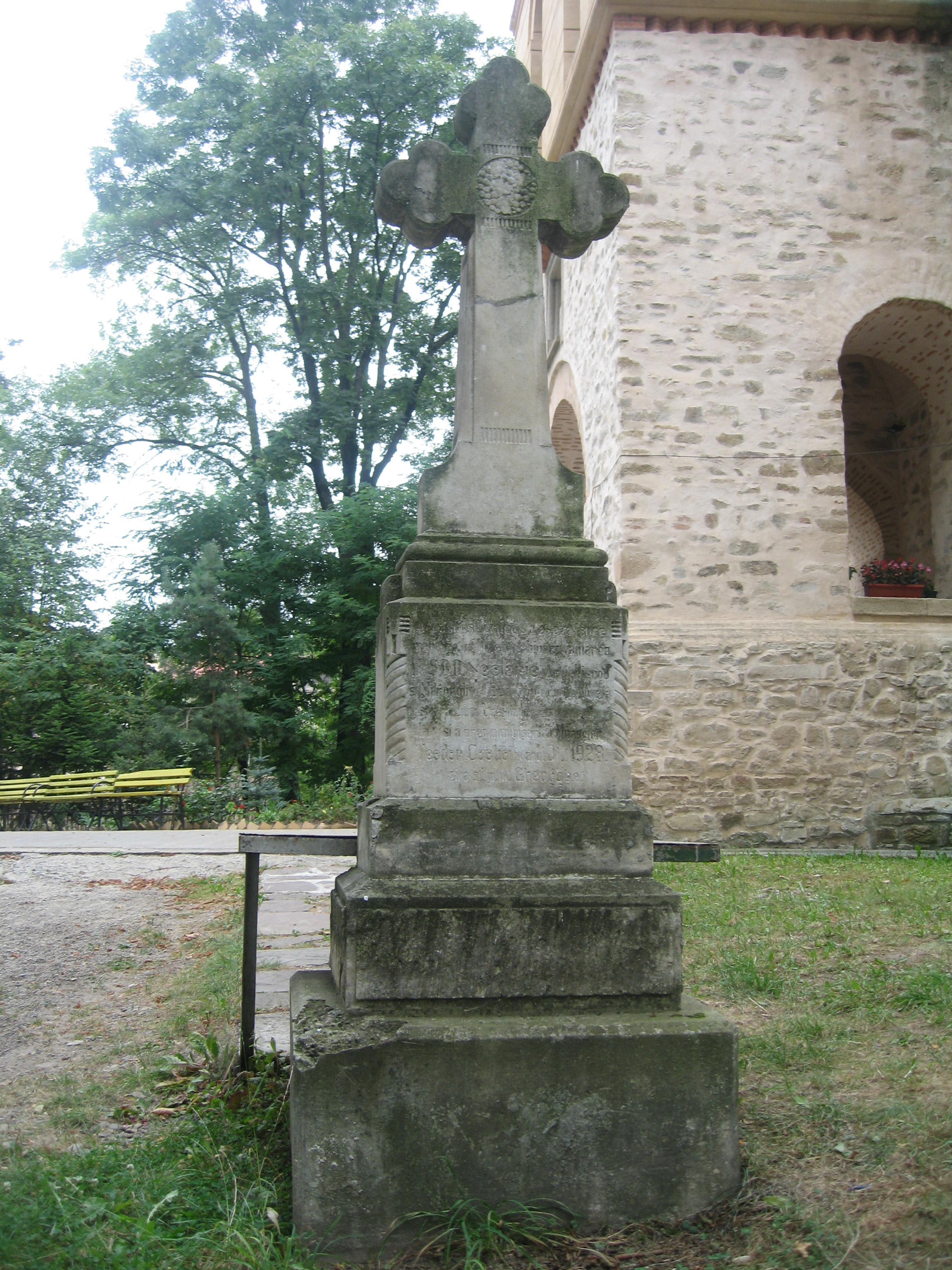
Cruce aflată în curtea bisericii

## Vezi și
- Mănăstirea Sfântul Ioan cel Nou din Suceava